# Ulica Grodzka w Krakowie
Ulica Grodzka – ulica w Krakowie, w dzielnicy I Stare Miasto, na Starym Mieście, jedna z najstarszych ulic miasta. Była fragmentem szlaku handlowego wiodącego z południa na północ. Przed lokacją Krakowa był to trakt z Węgier i Czech w stronę Mazowsza i Wielkopolski. Stanowi część Drogi Królewskiej, którą przejeżdżali królowie polscy udający się na Wawel. Jej nazwa występuje już w dokumentach miejskich z drugiej połowy XIII wieku.
Ulica rozpoczyna się w rogu Rynku Głównego i biegnie w kierunku południowym. W 1/3 długości znajduje się plac, który po wschodniej stronie nosi nazwę placu Dominikańskiego (mieści się przy nim kościół dominikanów), a po zachodniej – placu Wszystkich Świętych (na pamiątkę nieistniejącego już kościoła Wszystkich Świętych). Od placów odchodzą odpowiednio ulice Dominikańska i Franciszkańska. Dalej ulicę przecinają ulice Poselska i Senacka. Naprzeciwko kościoła św. św. Piotra i Pawła znajduje się plac św. Marii Magdaleny. Ulica Grodzka kończy się pod Wawelem, gdzie znajduje się ul. św. Idziego i plac im. ojca Adama Studzińskiego.
W okresie przedlokacyjnym przy tej ulicy skupiały się zabudowania osady zwanej Okołem z centrum przy romańskim kościele św. Andrzeja. Znajdowały się przy niej dziś już nieistniejące świątynie: św. Marii Magdaleny i Wszystkich Świętych. Ulica kończyła się bramą Grodzką, za którą prowadził gościniec ku Stradomowi i do przeprawy przez Wisłę mostem Królewskim.
Lewa strona ulicy na odcinku: Rynek Główny–plac Dominikański została po pożarze w 1850 cofnięta nieco w głąb. Dzięki temu ulica stała się szersza i bardziej reprezentacyjna. Przed pożarem ulica była o 1/3 węższa, co znacznie utrudniało ruch publiczny.
Na skwerze u zbiegu ulic Grodzkiej i Podzamcze stał niegdyś dom kapitulny zwany „Dębno”. Pod koniec XIX w., na fali gwałtownego i chaotycznego rozwoju budownictwa miejskiego, w miejscu tym (wówczas ul. Grodzka nr 71) wzniesiono kamienicę czynszową „Dębno”, której nazwa nawiązywała do dawnej budowli. Okazały, masywny i długi korpus dwupiętrowego gmachu zasłaniał od strony ul. Grodzkiej część Wawelu z Kurzą Stopką. Kamienica „Dębno” przestała istnieć na przełomie lat 1940/1941, kiedy to okupacyjne władze niemieckie przystąpiły do realizacji własnej koncepcji porządkowania otoczenia Wawelu.
Ulica Grodzka jest pierwszym elementem dawnego traktu węgierskiego. Jej przedłużeniem jest ulica Stradomska.

## Niektóre budynki
- ul. Grodzka 1 – Kamienica Celestyńska

- ul. Grodzka 3 – dawna drukarnia Mikołaja i Jana Szarffenbergów (założona w 1570)

- ul. Grodzka 9 –  w domu tym mieszkała w XV wieku Jadwiga – siostra Wita Stwosza, rzeźbiarza, twórcy ołtarza Mariackiego. Po pożarze z 1850 rozbudowano tę kamienicę łącząc ją z sąsiednim domem.

- ul. Grodzka 15 – dom należał do krakowskiego malarza z przełomu XVIII i XIX w., Michała Stachowicza, ilustratora historycznych wydarzeń z czasów insurekcji kościuszkowskiej, twórcy wielu portretów krakowskich osobistości i dekoratora licznych wnętrz. Nad bramą kamienicy znajduje się tablica upamiętniająca Stachowicza, wykonał ją Karol Hukan.

- ul. Grodzka 19 – Pawilon Wyspiańskiego, zbudowany w latach 2005–2007 na miejscu wyburzonej w 1939 kamienicy „Pod Lipką”.

- ul. Grodzka 22 – w tym domu urodziła się w 1840 jedna z najwybitniejszych aktorek świata – Helena Modrzejewska. Na fasadzie budynku w setną rocznicę jej urodzin umieszczono pamiątkową tablicę.

- ul. Grodzka 28 –  Kamienica Protkowicowska, w oficynie kamienicy znajduje się Dom modlitwy Mordechaja Tignera

- ul. Grodzka 32 – Kamienica Podelwie zachował na elewacji nad portalem godło domu, kamienną rzeźbę lwa z XV wieku. Jak pisał Ambroży Grabowski: Znak ten i nazwa domu są bardzo dawne, bo już w r. 1431 mówią o nim, a kształtna ta rzeźba jest niezawodnie w Krakowie wyrobiona. Dom ten kupiło miasto w roku 1562 za złotych 3350 od Jana Bonera z Balic Kasztelana bieckiego i Zofii Bonerówny małżonki Jana z Dabrówki Firleja, Wojewody lubelskiego i wtedy też już w umowie nazywany jest Podelwie - Za czasów posiadania Bonera była tu łaźnia[3]. W domu tym urodził się Jacek Idzi Przybylski.

- ul. Grodzka 37 – Kamienica Pipanowska

- ul. Grodzka 38 – Kamienica Pod Elefanty z godłami słonia i nosorożców. Na parterze, w lokalu sklepowym ma dobrze zachowane drewniane polichromowane stropy z XVIII wieku. Pierwotnie w miejscu tym znajdował się kościół św. Piotra.

- ul. Grodzka 39 – Dom Wita Stwosza. W budynku tym, w drugiej połowie XV wieku mieściła się pracownia rzeźbiarska Wita Stwosza.

- ul. Grodzka 40 – Pałac Stadnickich ma zdobioną fasadę w stylu drugiego rokoka z połowy XIX wieku.

- ul. Grodzka 52 – Collegium Broscianum Uniwersytetu Jagiellońskiego, dawne Collegium Jezuitów, które powstało w pierwszej ćwierci XVII wieku. Jezuici utworzyli tu szkołę konkurującą z Uniwersytetem Jagiellońskim. Po kasacie zakonu w 1773 gmachy Collegium zostały zajęte na cele publiczne. W latach 1815–1846 mieściła się tu siedziba Senatu Rzeczypospolitej Krakowskiej, później gmach użytkował Sąd Wojewódzki.

- ul. Grodzka 52a – Kościół Świętych Apostołów Piotra i Pawła. Został wzniesiony jako pierwszy w Krakowie obiekt architektury barokowej, na miejscu niewielkiej gotyckiej świątyni, która spaliła się w 1455. Budowę kościoła rozpoczęto w 1596 pod kierunkiem Józefa Britiusa, dla przybyłego do Krakowa w 1583 zakonu jezuitów. Następnie budową kierował architekt zakonny Jan Maria Bernardoni z Como. Na skutek błędów budowy mury wznoszonej świątyni zaczęły się rysować i musiano je rozebrać, by pogłębić fundamenty. Dopiero budowniczy króla Zygmunta III Wazy, Jan Trevano z Lombardii, w latach 1605–1619 doprowadził ostatecznie budowę do końca. Plan kościoła i fasady wzorowane są na wczesnobarokowych jezuickich kościołach rzymskich Il Gesù Vignoli i Sant’Andrea della Valle Maderny. Podobnie jak jego archetypy rzymskie, kościół krakowski wzniesiono na planie krzyża łacińskiego, a zamiast naw bocznych wybudowano dwuszereg połączonych ze sobą kaplic. Przecięcie nawy z transeptem nakryto wielką kopułą. Wnętrze kościoła zdobi dekoracja stiukowa wykonana w latach 1619–1633 przez włoskiego artystę Jana Chrzciciela Falconiego. W bębnie kopuły, w niszach, umieszczone są złocone posągi czterech ewangelistów, dzieła Falconiego. Na środku prezbiterium, w posadzce znajduje się płyta nagrobkowa Piotra Skargi Pawęskiego, jezuity, nadwornego kaznodziei królewskiego.

- ul. Grodzka 53 – Collegium Iuridicum pochodzi z końca XIV wieku. W 1403 budynek został zakupiony przez Uniwersytet Krakowski na pomieszczenie Wydziału Prawa. W 1719 Collegium przebudowano, z tego też czasu pochodzi barokowa fasada budynku z kamiennym portalem. Wewnątrz mieści się czworoboczny dziedziniec, otoczony w XVII wieku arkadowymi krużgankami. W budynku zachowało się wiele detali architektonicznych, takich jak portale i gotyckie obramowania okien.

- ul. Grodzka 54 – Kościół św. Andrzeja sąsiadujący z jezuicką świątynią, fundował najprawdopodobniej około 1086 książę Władysław Herman i jego żona Judyta, jako votum z okazji narodzin syna Bolesława.Jest to trzynawowa romańska bazylika z nawą poprzeczną. Mury wzniesiono z drobnej kostki kamiennej, narożniki z większych ciosów z piaskowca. W zachodniej fasadzie wznoszą się dwie smukłe wieże, dołem czworoboczne, w górnych partiach przechodzące w ośmioboki. Trójdzielna loggia w górnej części fasady wraz z ażurowymi prześwitami bliźniaczych okien wież dodaje lekkości tej części kościoła. Widoczne wąskie otwory strzelnicze są dowodem także obronnego niegdyś charakteru budowli. Obecne hełmy wież pochodzą z 1693.Wnętrze świątyni zostało w epoce baroku ozdobione stiukami wykonanymi przez Baltazara Fontanę i polichromią zapewne braci Karola i Innocentego Montich.W skarbcu kościelnym znajdują się gotyckie, jedne z najstarszych w Europie, figury jasełkowe, mozaikowy obrazek bizantyński z XIII wieku, hafty i tkaniny ozdobne.W 1316 przy kościele wzniesiono budynki klasztorne dla zakonu klarysek. W 1241 w kościele św. Andrzeja schronili się mieszkańcy Okołu i przetrwali oblężenie podczas najazdu tatarskiego.

- ul. Grodzka 54 – Klasztor klarysek.

- ul. Grodzka 58 – Kościół św. Marcina postawiony w XVII wieku na miejscu dawnego romańskiego, pochodzącego z XII wieku, fundacji Piotra Włostowica. Obecną barokową świątynię wybudował dla zakonu karmelitanek bosych nadworny architekt królewski Jan Trevano. W 1816 kościół przekazano krakowskiej gminie ewangelickiej, założonej w 1555. W głównym ołtarzu zasługuje na uwagę dekoracyjny obraz Henryka Siemiradzkiego z końca XIX wieku.

- ul. Grodzka 60 – kamienica wzniesiona w 1871 na pustej parceli. W miejscu tym w XVI wieku wznosił się dwór Odrowążów. Anna Odrowążowa wynajęła okresowo swoją siedzibę Mikołajowi Rejowi, który mieszkał tu w l. 1541-1569[4].

- ul. Grodzka 65 – Kamienica prymasowska zbudowana w XVII wieku, przebudowana w stylu klasycystycznym w XIX wieku.

- ul. Grodzka 64 – Arsenał Władysława IV w stylu wczesnobarokowym pochodzi z 1643. Przebudowany i podwyższony w 1898 był siedzibą Instytutu Geografii Uniwersytetu Jagiellońskiego, a od 2005 Wydziału Polonistyki.

- ul. Grodzka 67 – Kościół św. Idziego wzniesiono w początkach XIV wieku. Niewielka gotycka świątynia wraz z sąsiednimi, niskimi domami z XVII wieku tworzy pod masywem murów wawelskich malowniczy zaułek, otoczony zielenią. Na placu przed kościołem znajduje się Krzyż Katyński.

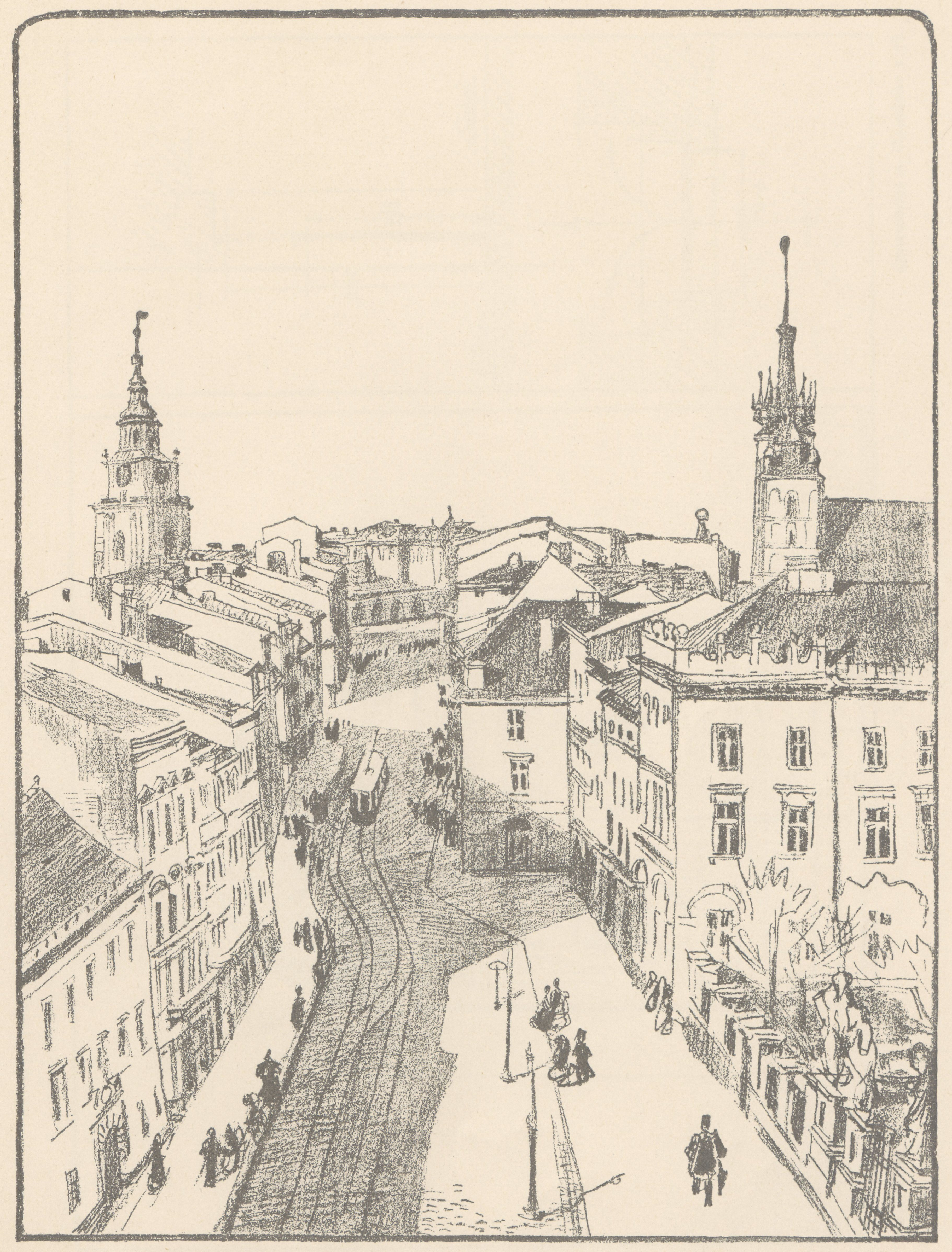
Widok na ul. Grodzką z wieży kościoła św. Andrzeja na rysunku z początku XX wieku
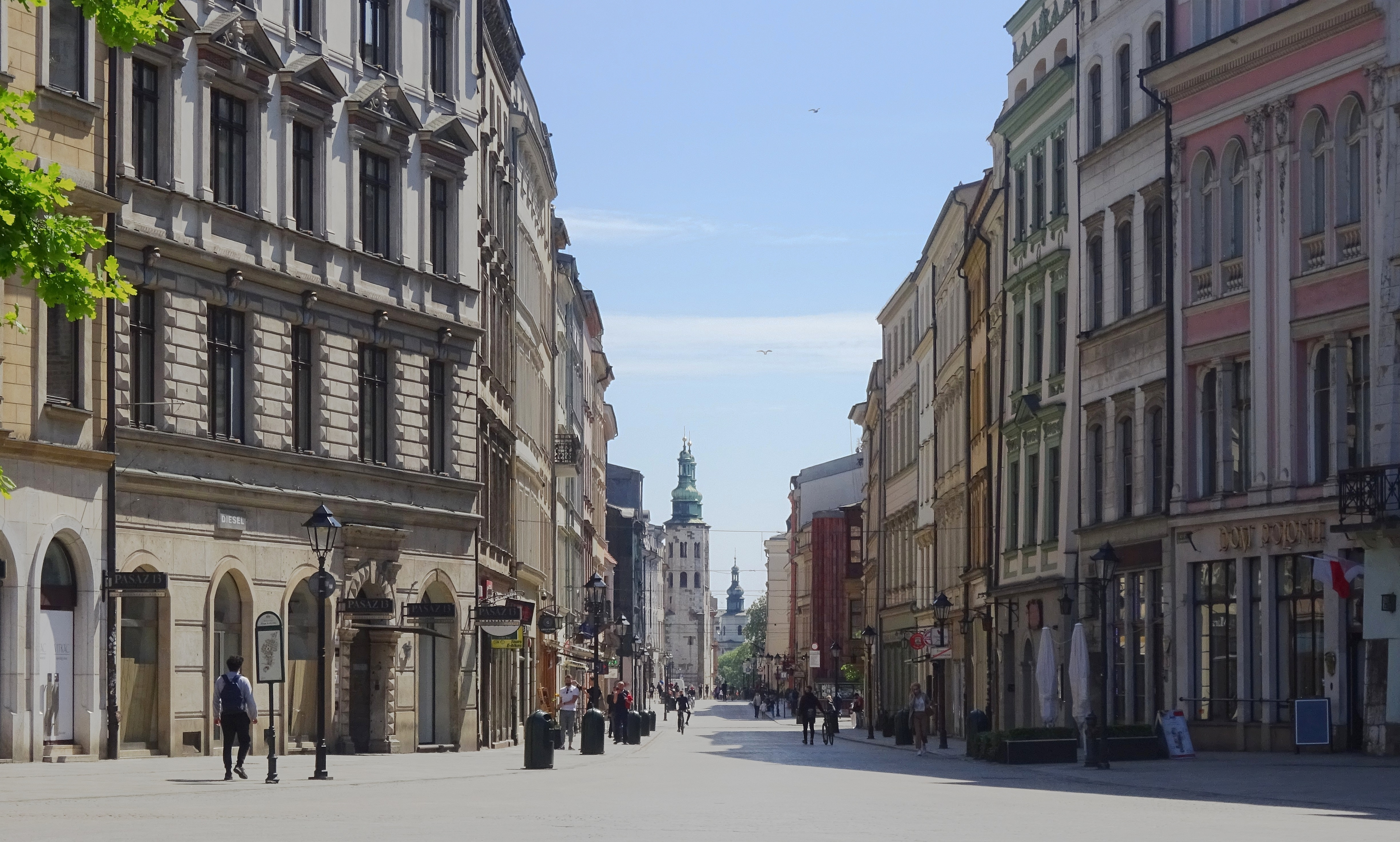
Widok od Rynku Głównego na południe
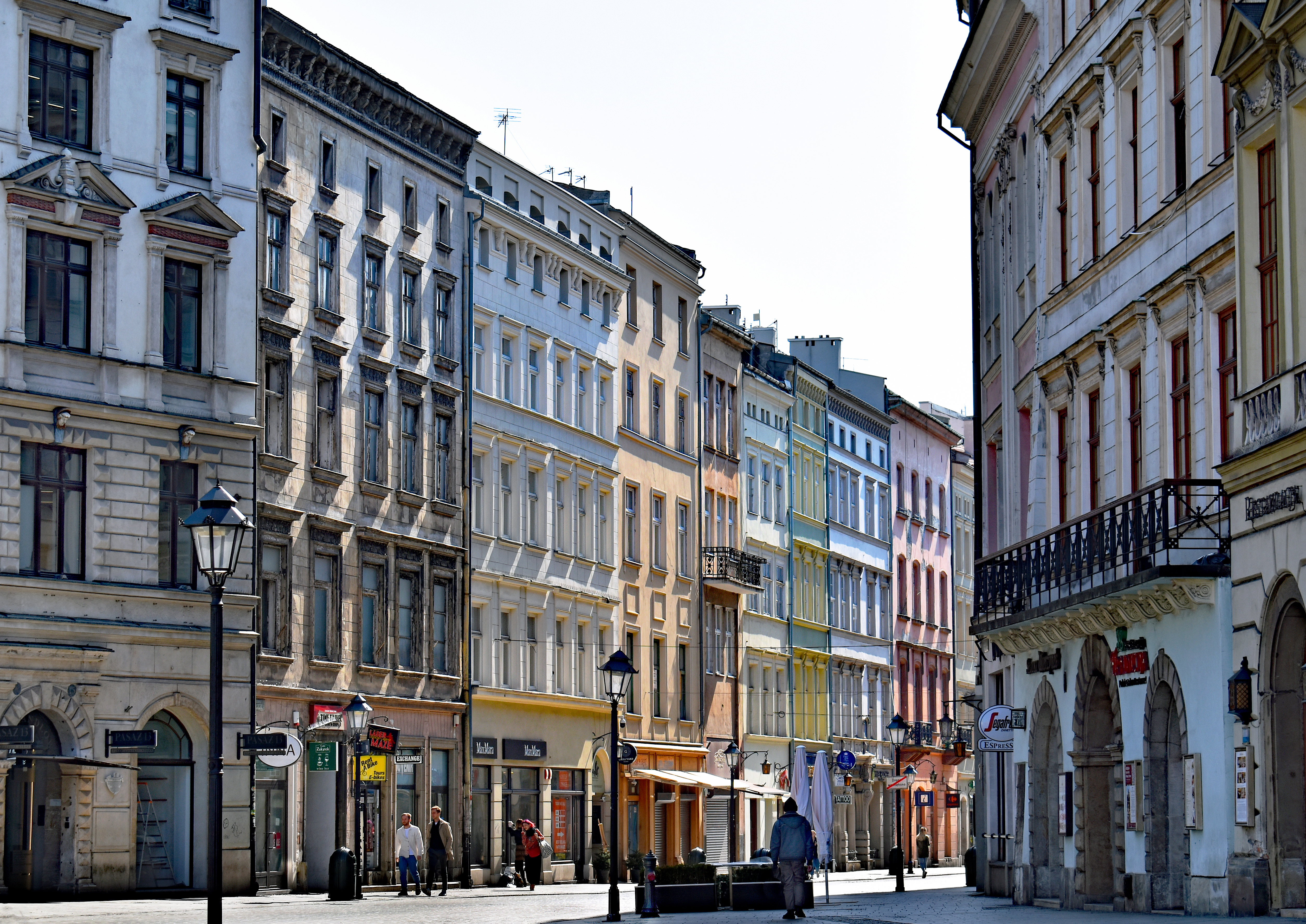
Pierzeja wschodnia, strona parzysta od nr 2
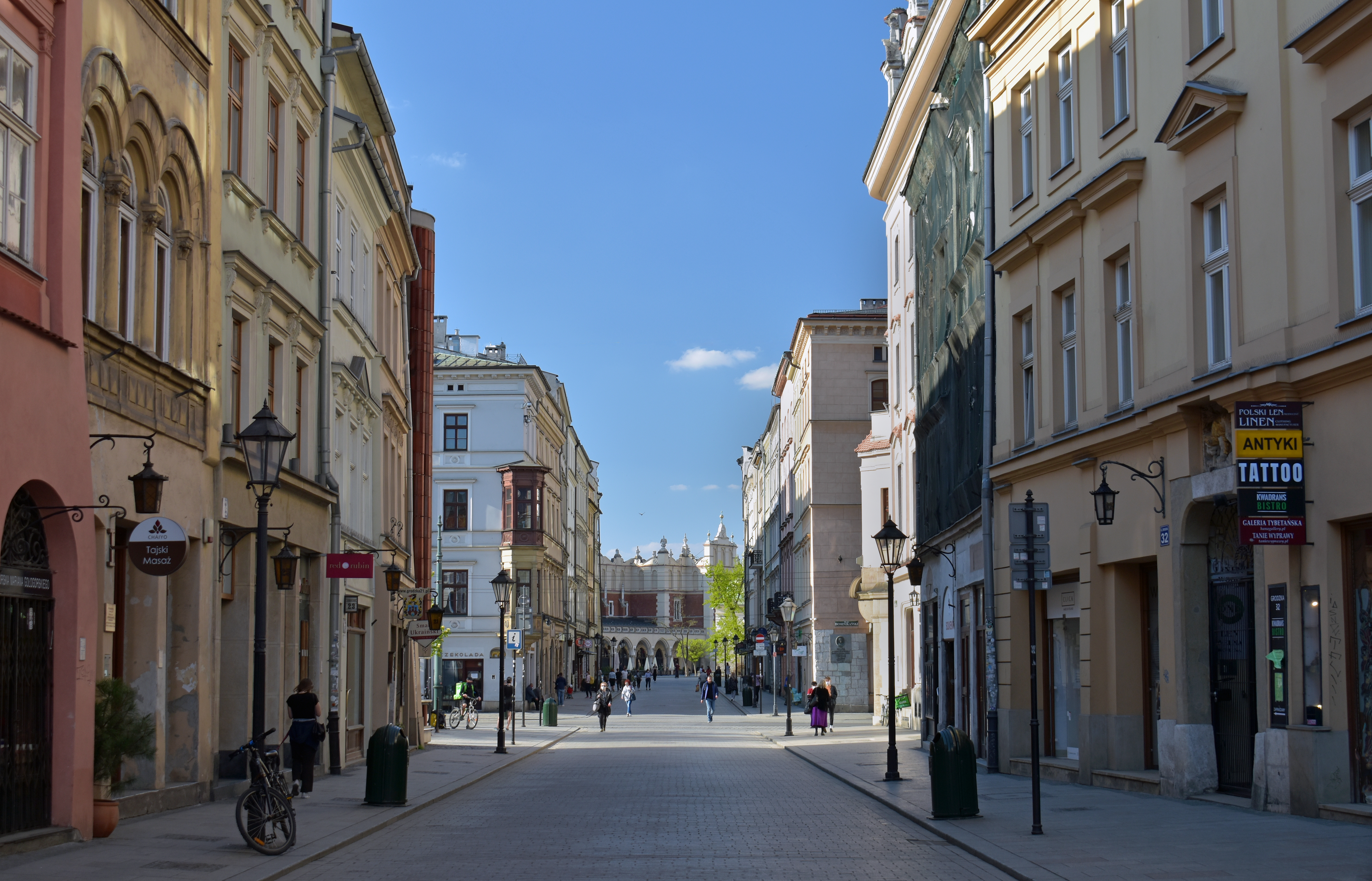
Widok od skrzyżowania z ul. Poselską na północ
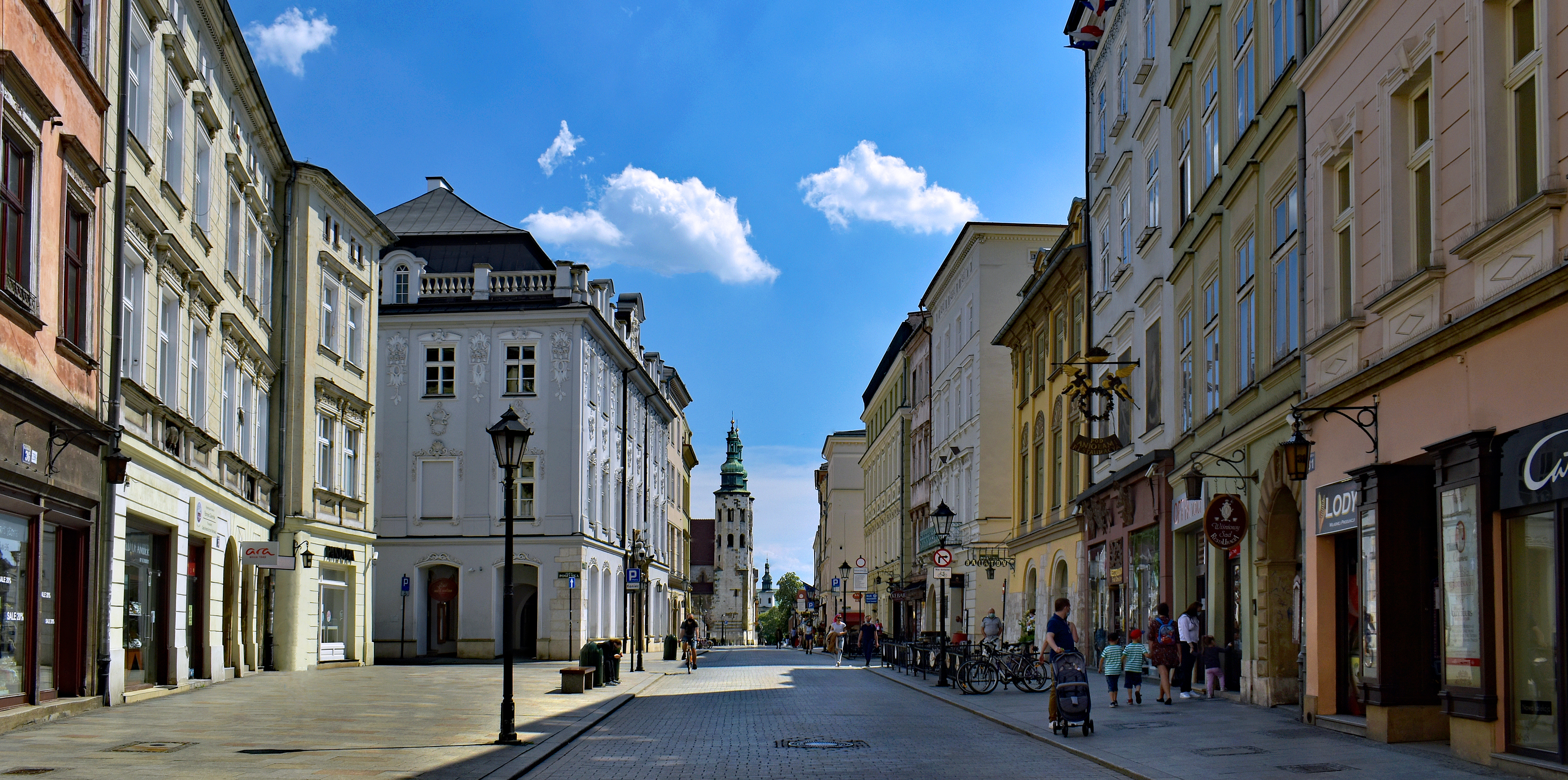
Widok od skrzyżowania z ul. Poselską na południe
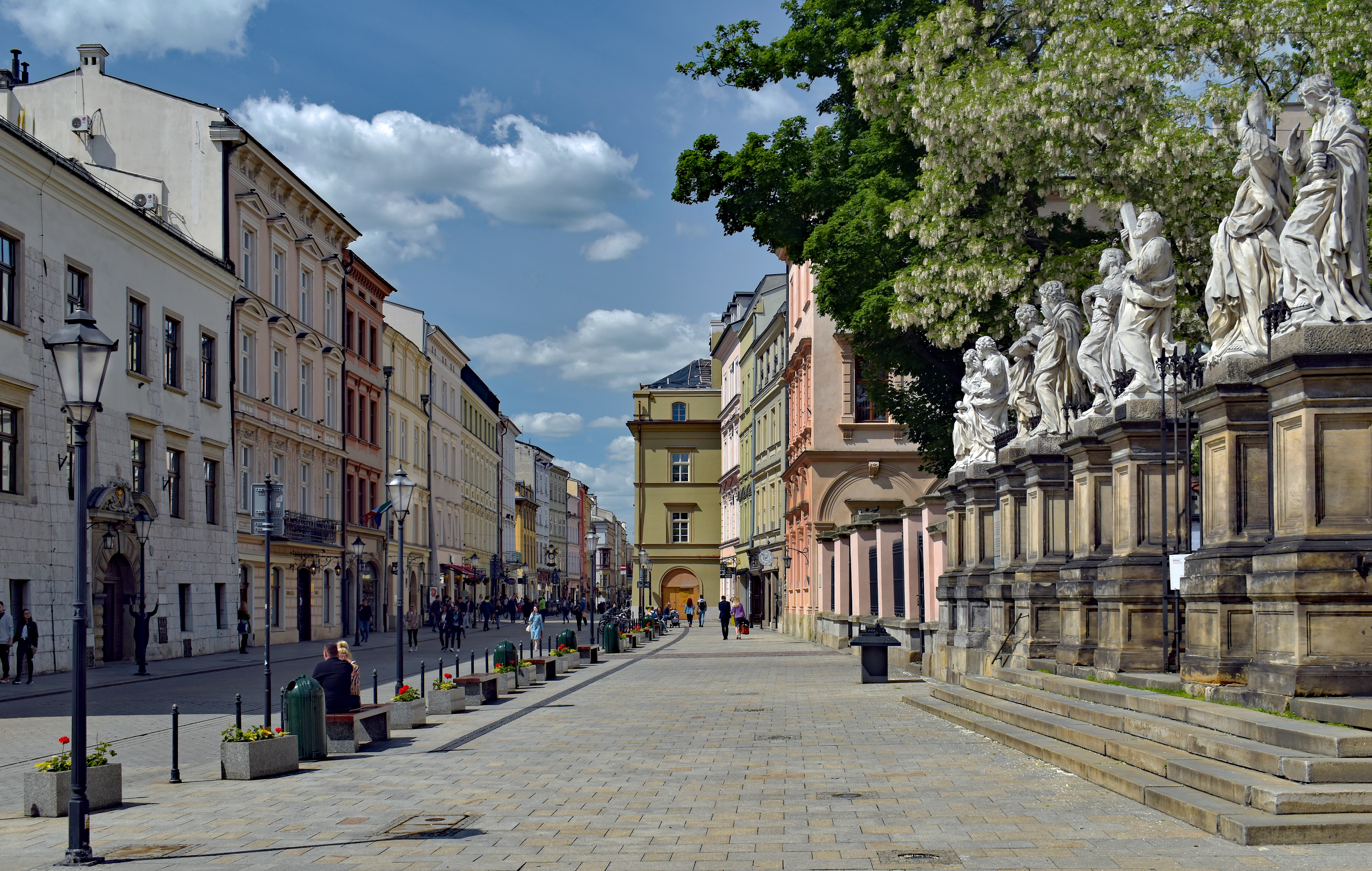
Widok na północ
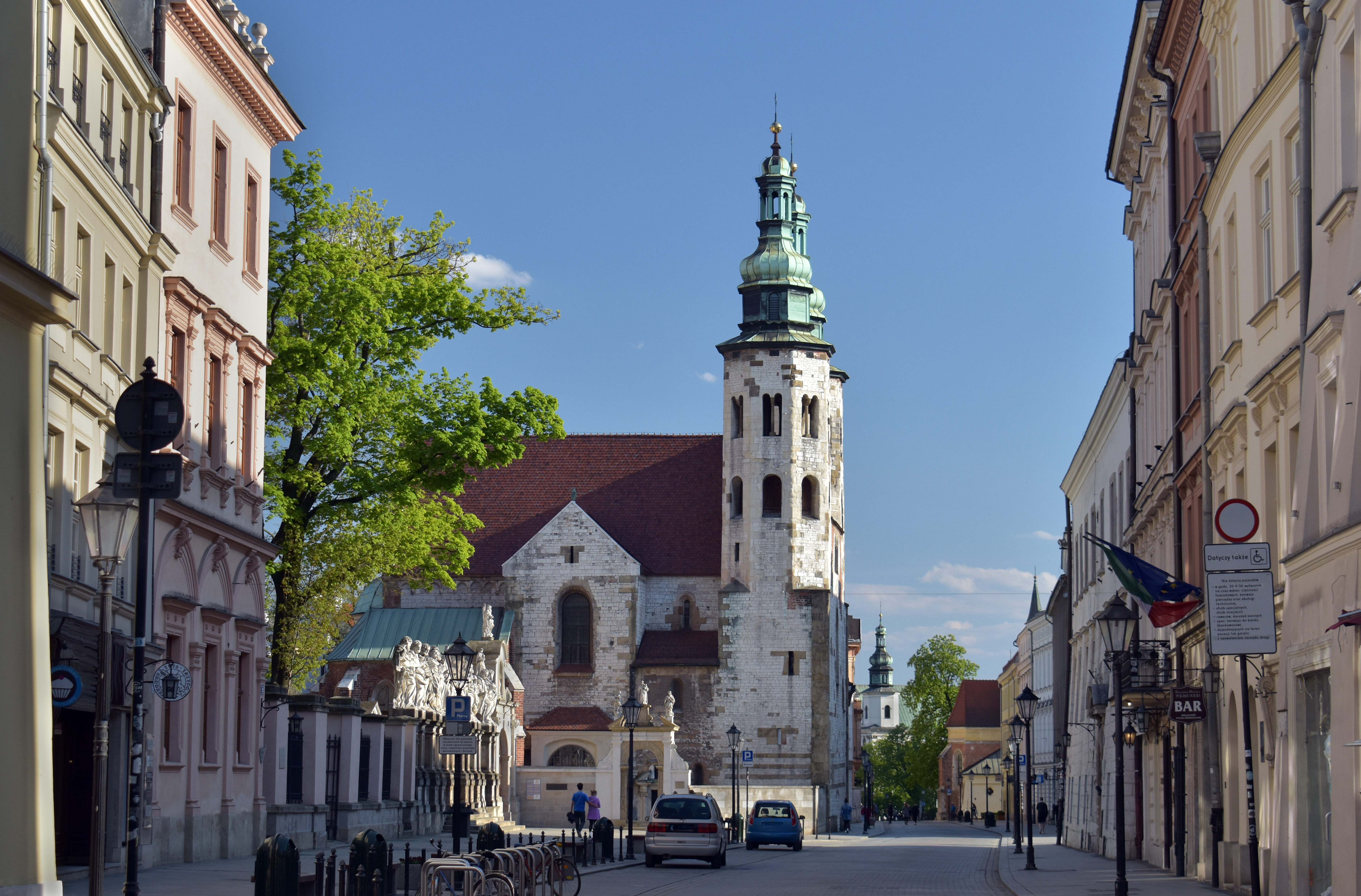
Po lewej figury apostołów przed kościołem Św. Apostołów Piotra i Pawła i kościół św. Andrzeja. Perspektywę zamykają: po prawej kościół św. Idziego i ostatni plan kościół św. Bernardyna
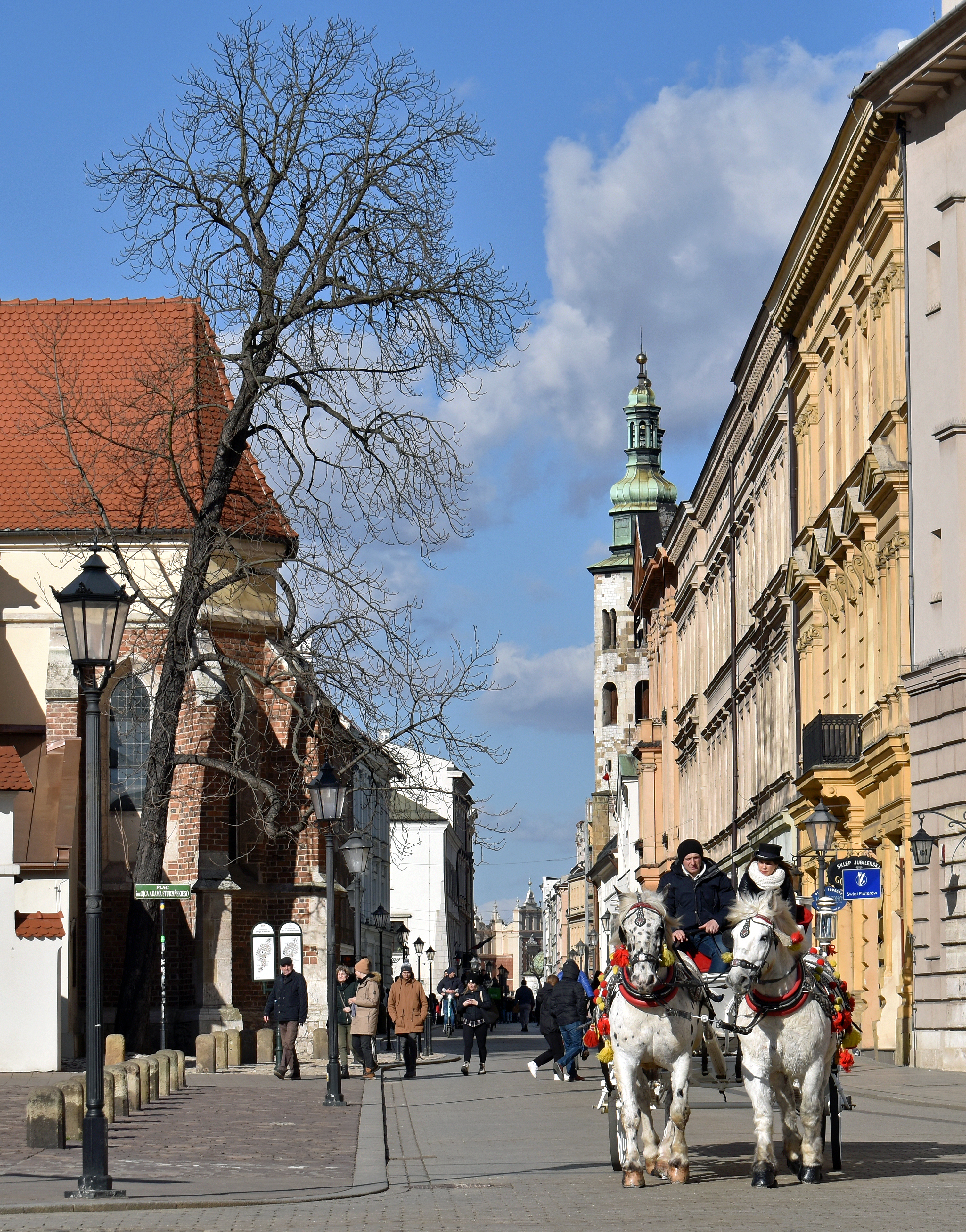
Widok na północ spopod wawelskiego wzgórza

## Budynki

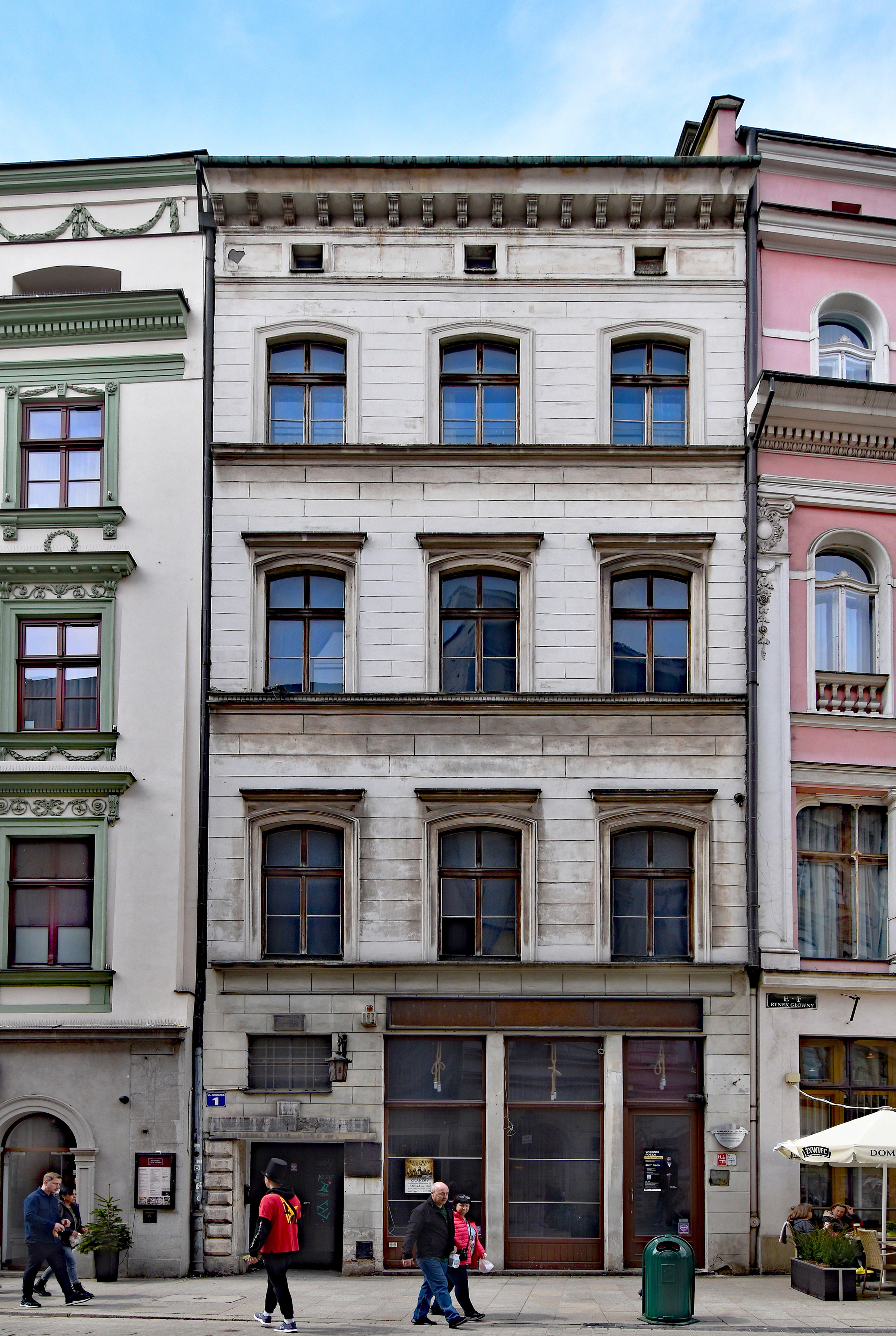
ul. Grodzka 1 Kamienica Celestyńska
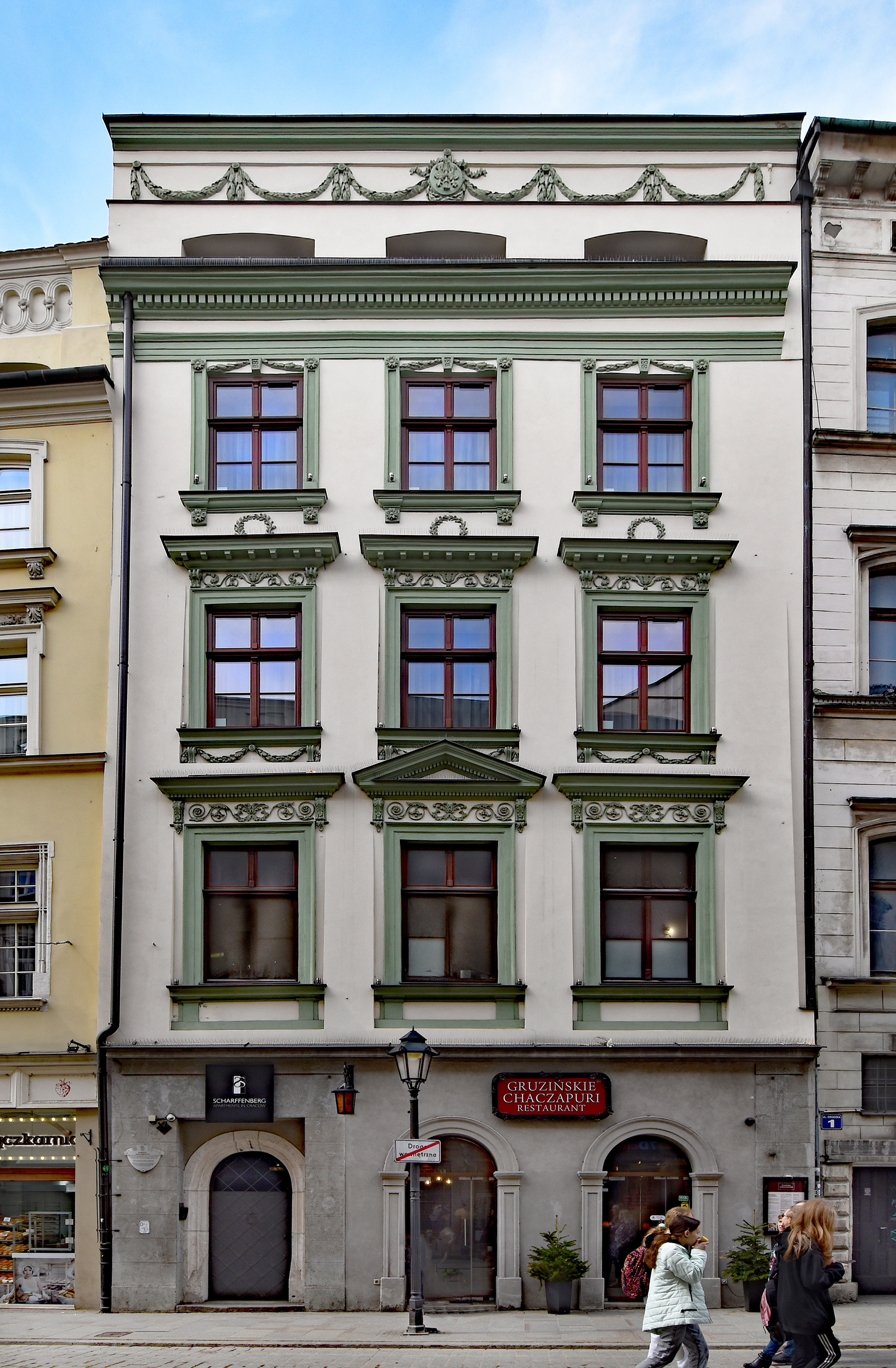
ul. Grodzka 3 Kamienica Szarffenbergów
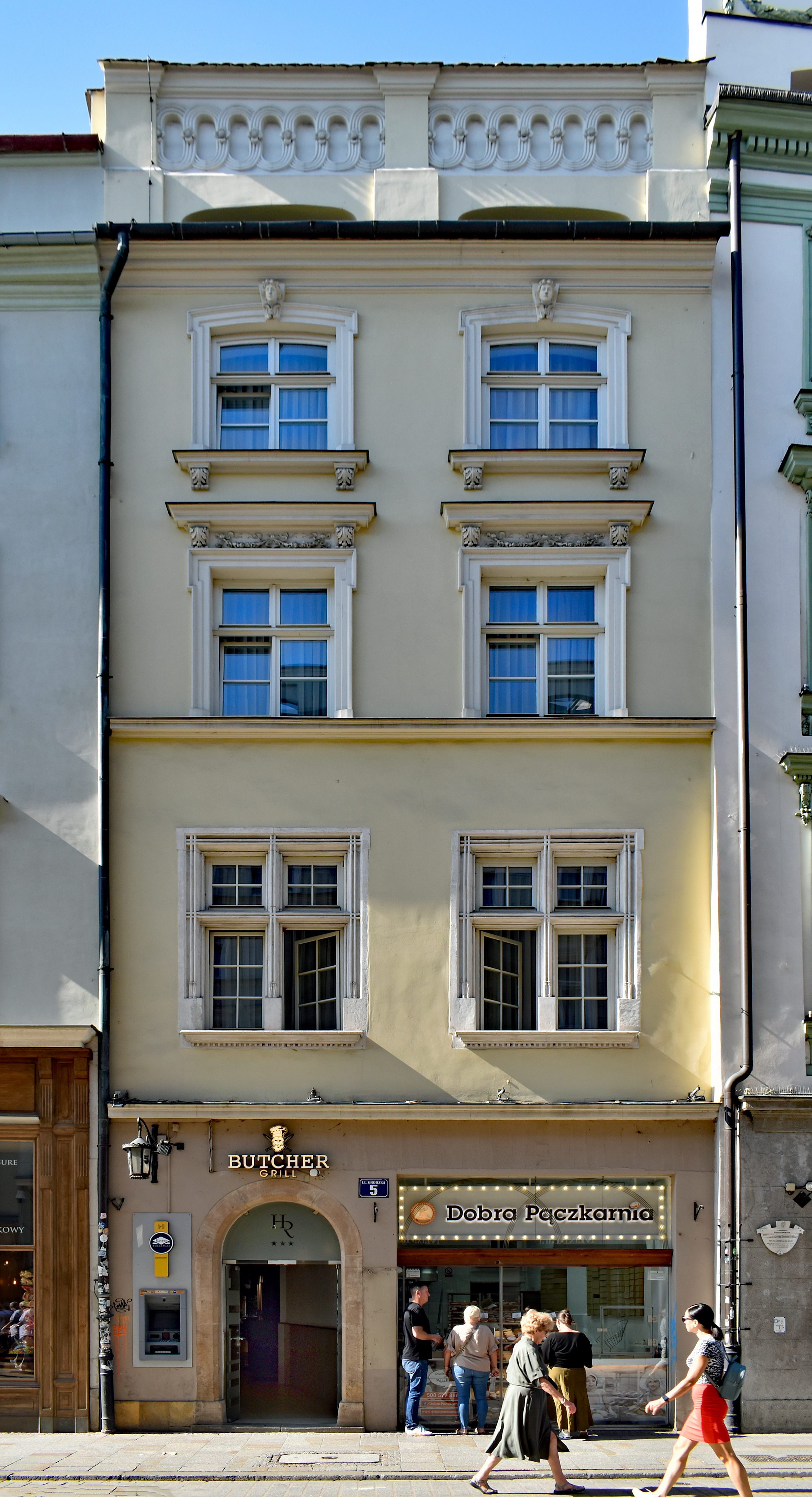
ul. Grodzka 5 Kamienica
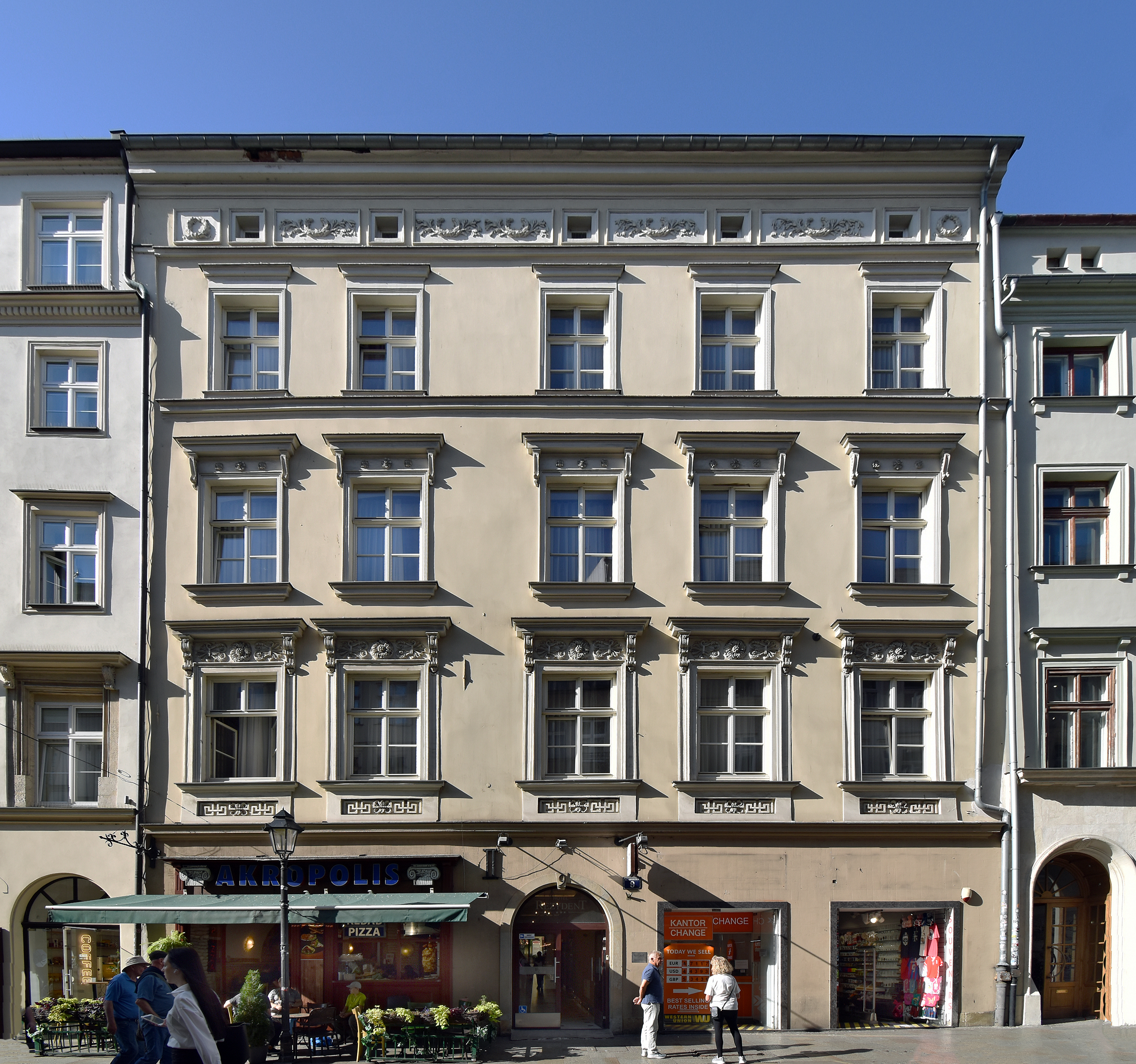
ul. Grodzka 9 Kamienica Jaschkego
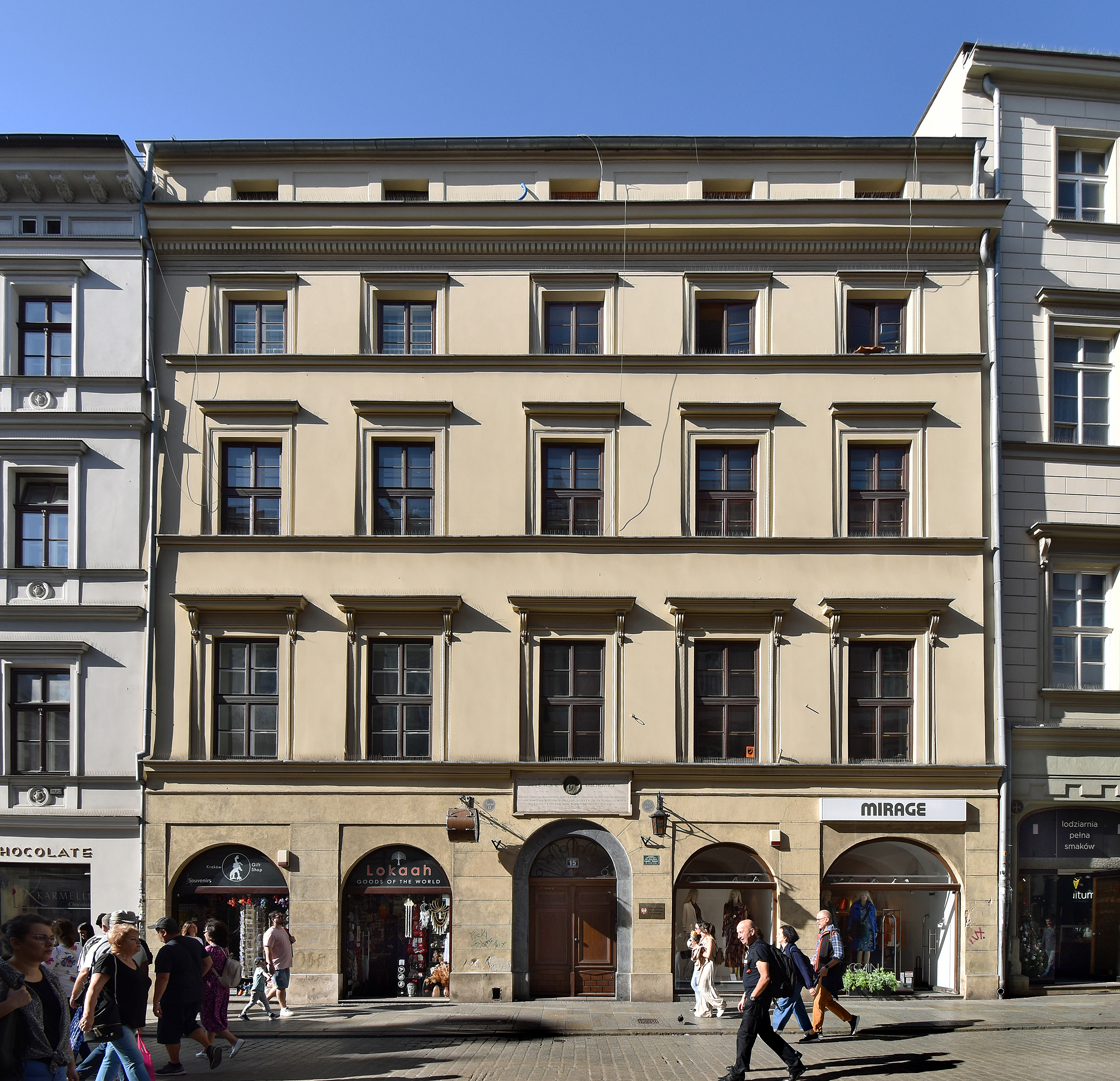
ul. Grodzka 15 Kamienica Michała Stachowicza
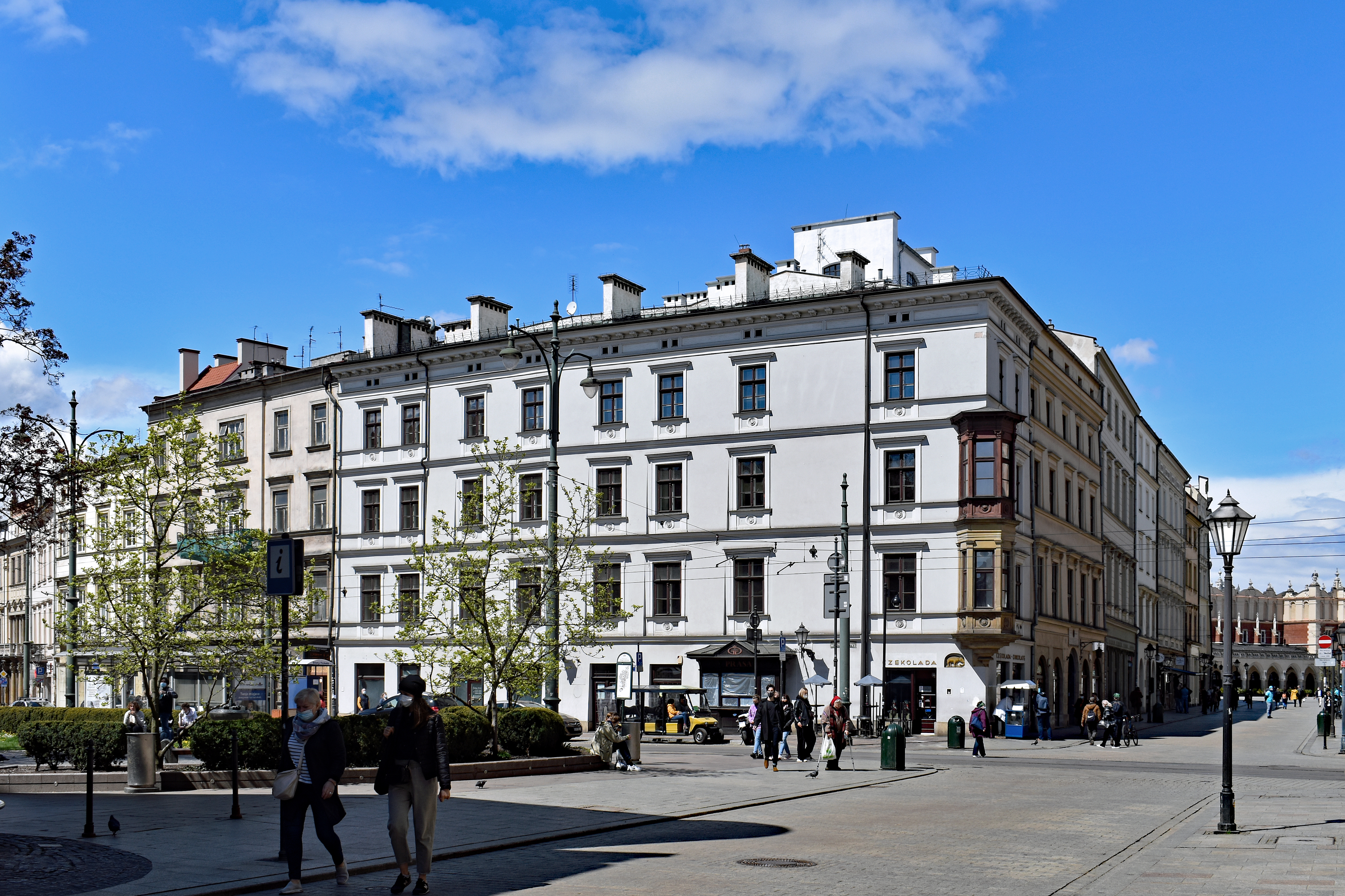
ul. Grodzka 17 (pl. Wszystkich Św. 11) Kamienica Pod Złotym Słoniem
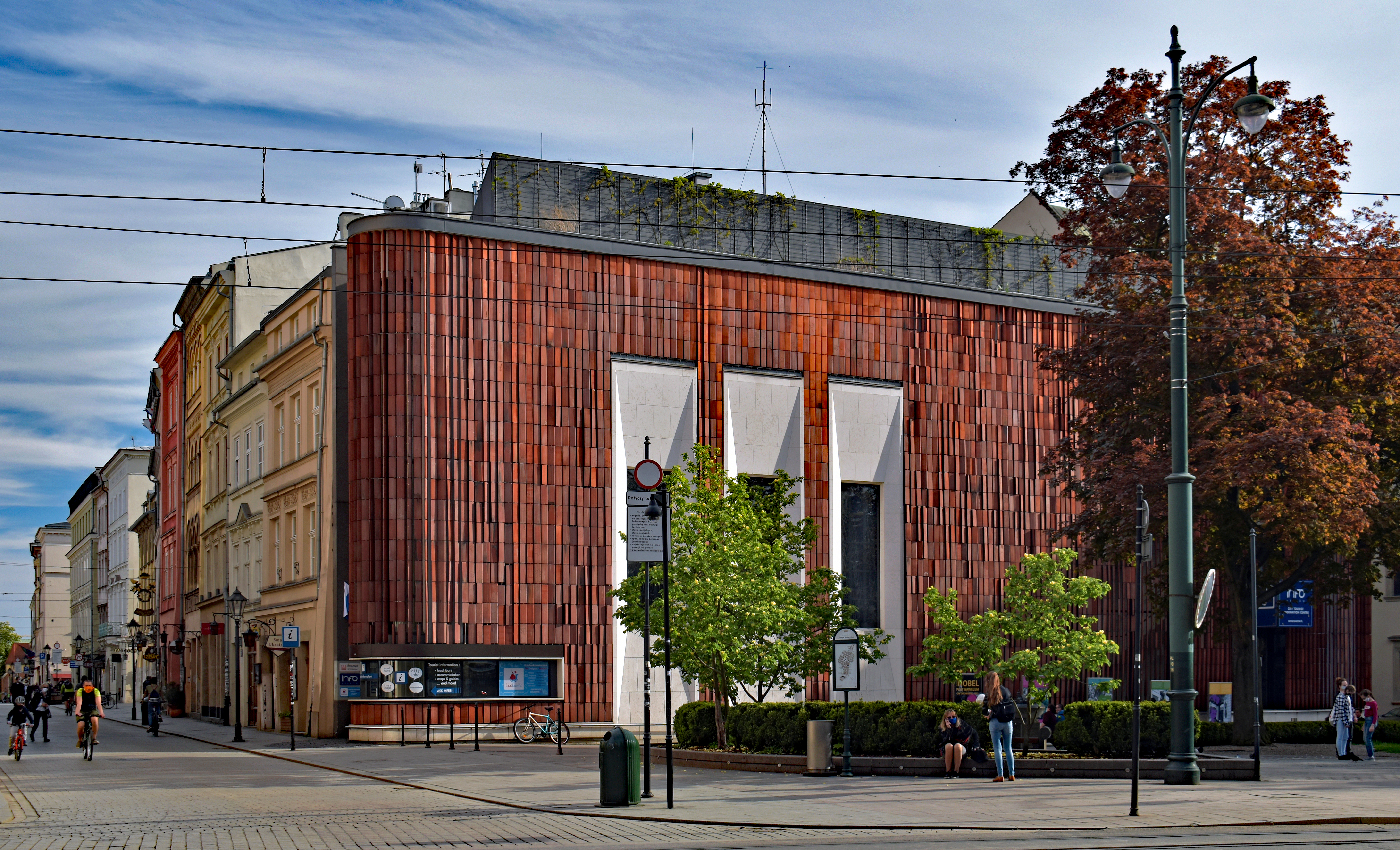
ul. Grodzka 19 (pl. Wszystkich Św. 1-2) Pawilon Wyspiańskiego
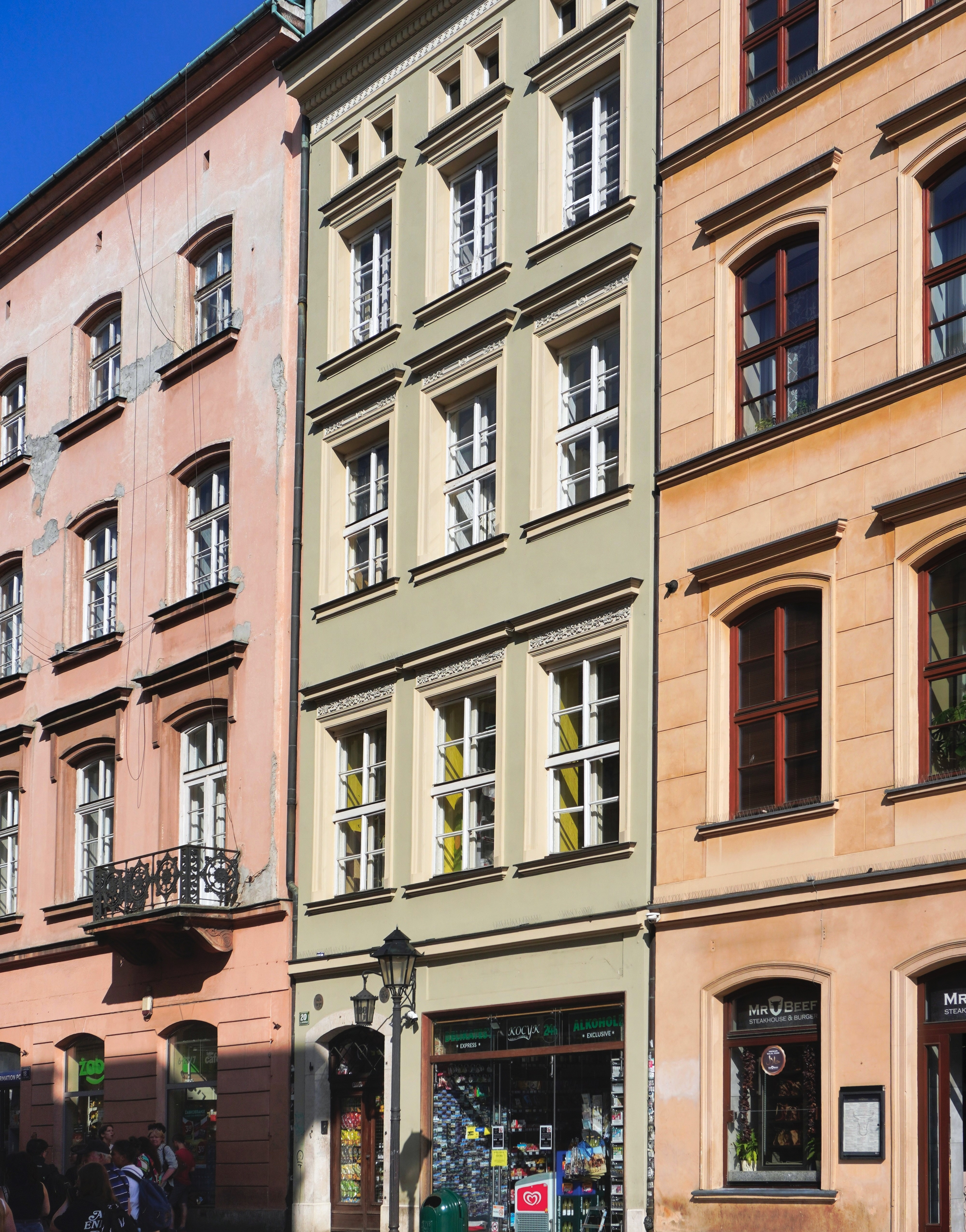
ul. Grodzka 20 Kamienica
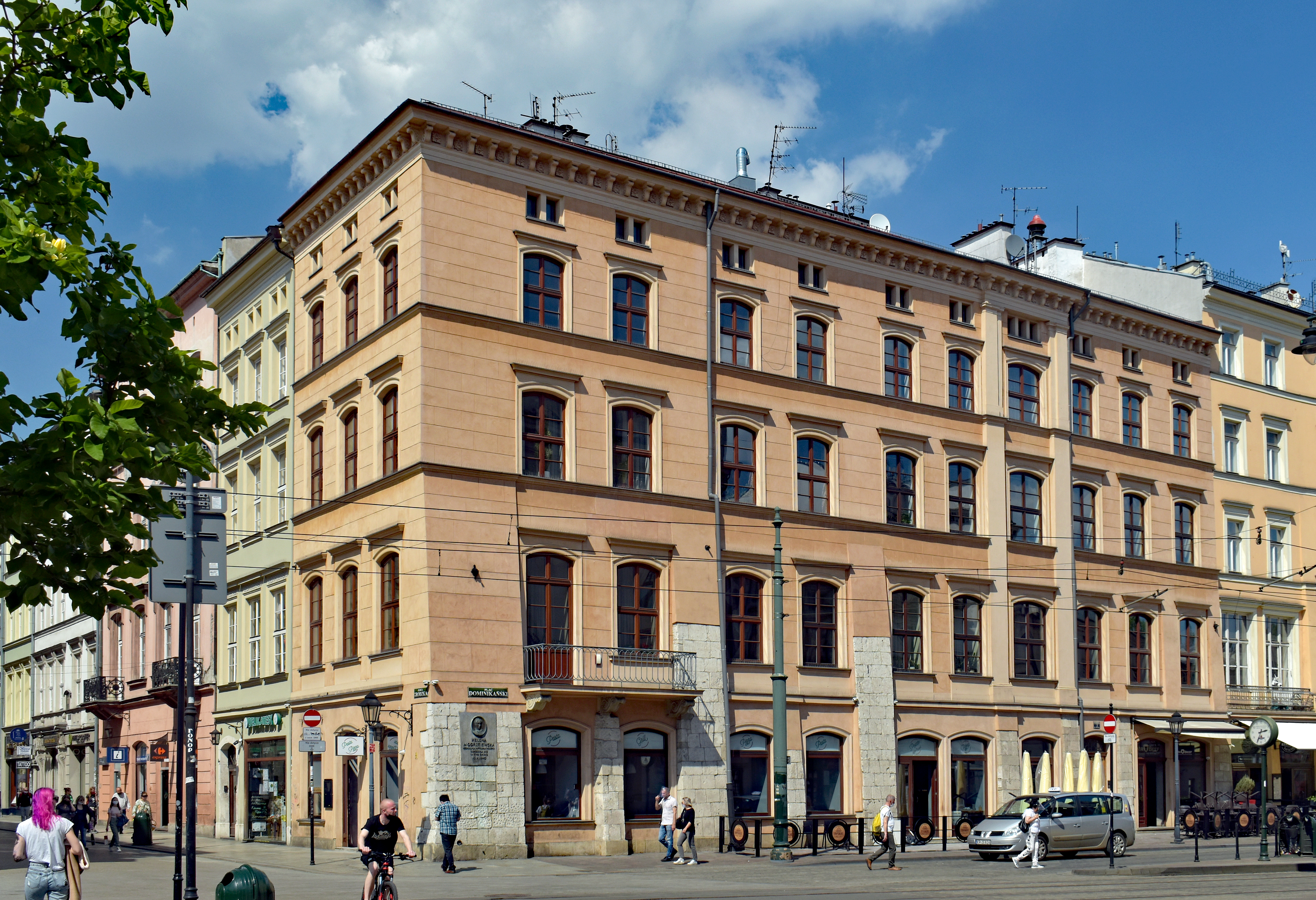
ul. Grodzka 22 (pl. Dominikański 1) Kamienica w której urodziła się Helena Modrzejewska
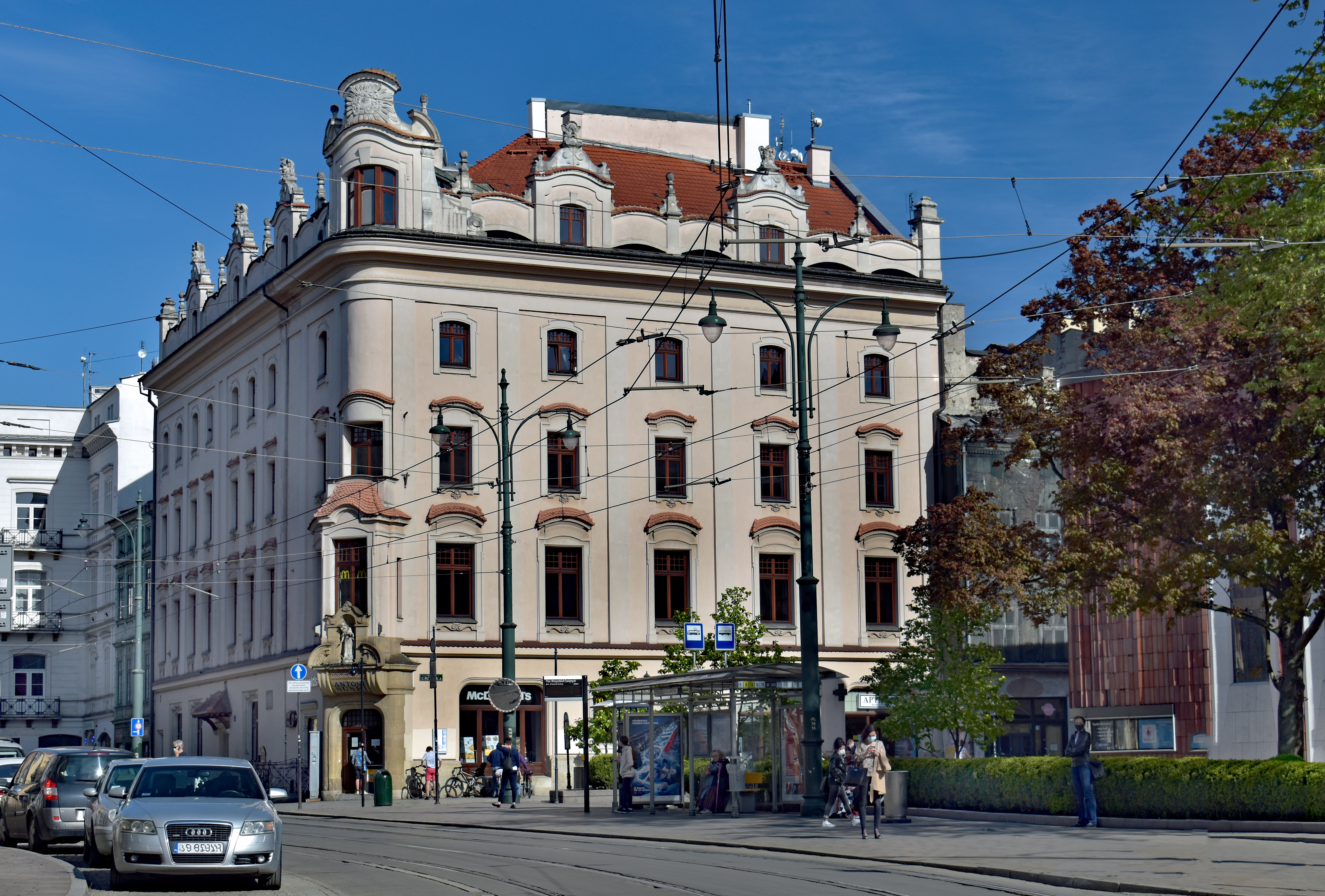
ul. Grodzka 24-26 Dom Suskiego
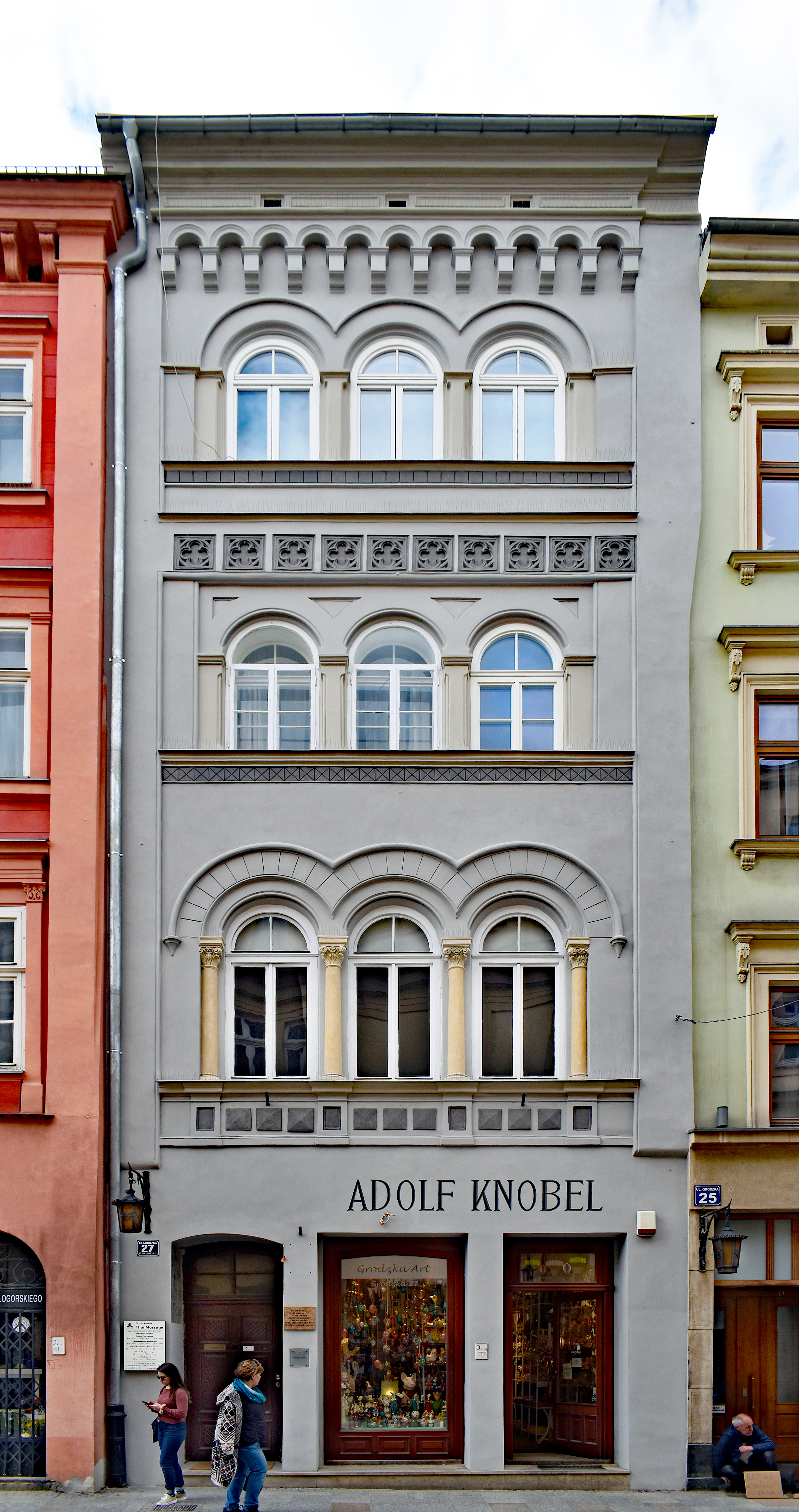
ul. Grodzka 27 Kamienica
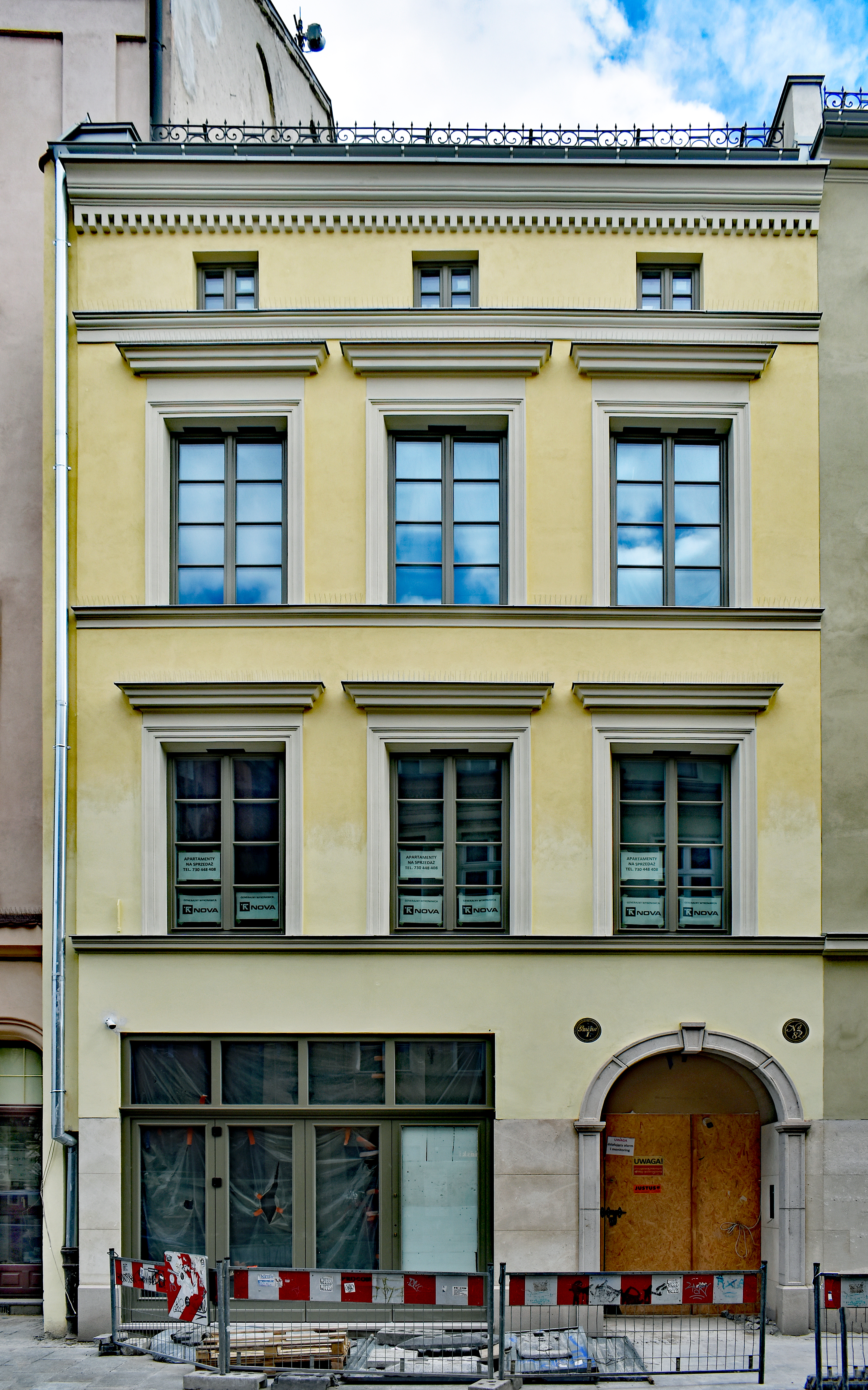
ul. Grodzka 28 Kamienica Protkowicowska
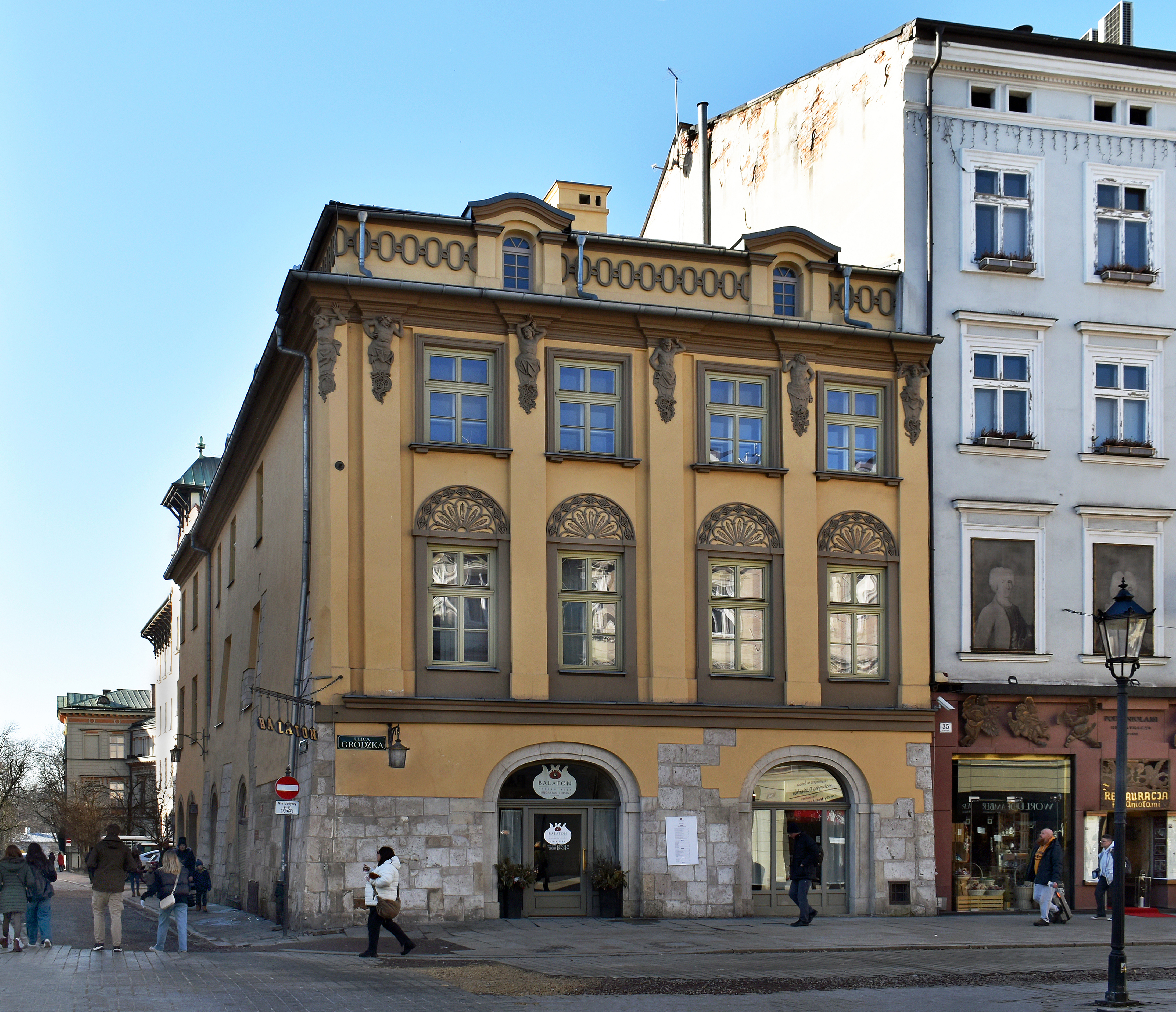
ul. Grodzka 37 Kamienica Pipanowska
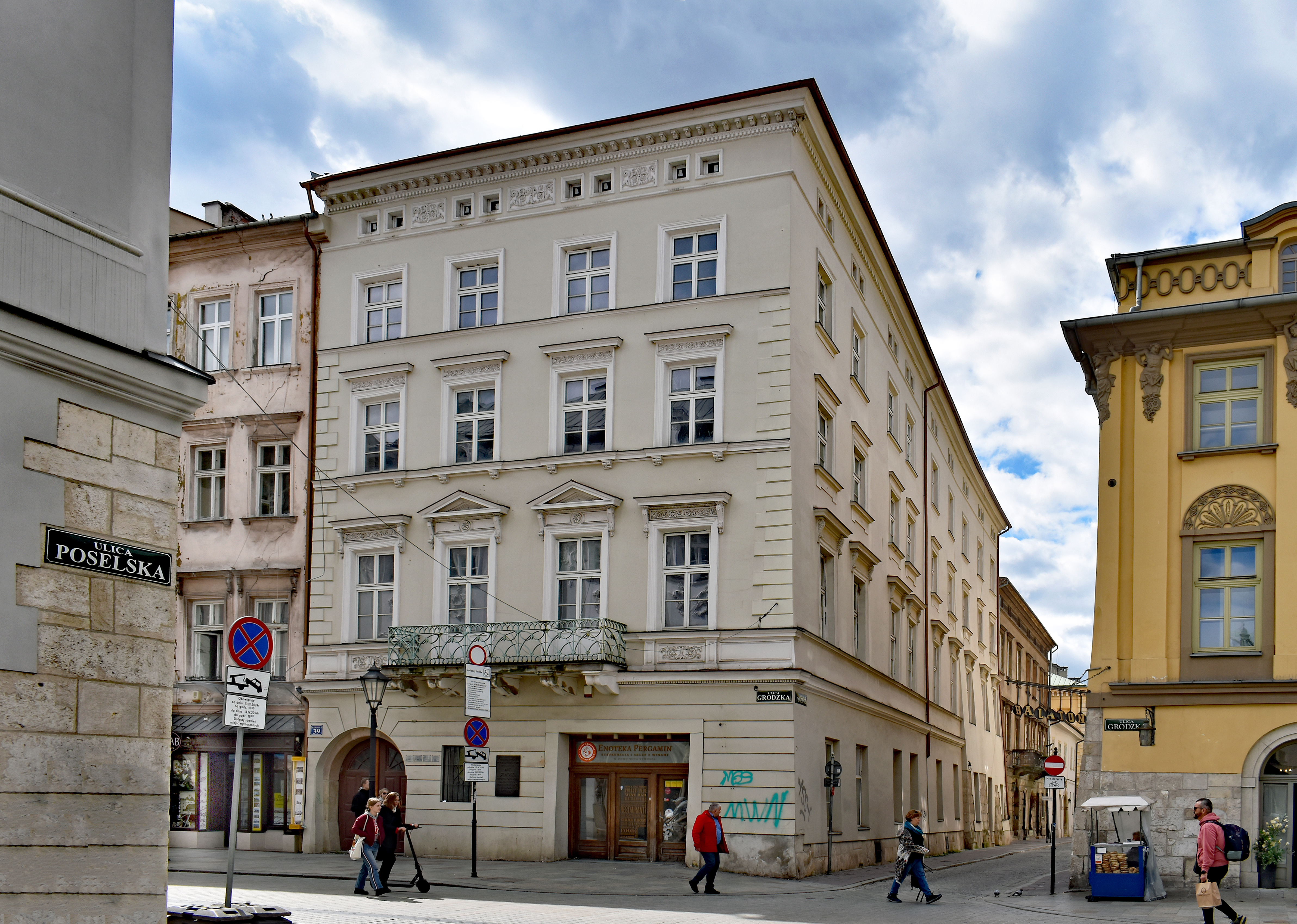
ul. Grodzka 39 Dom Wita Stwosza
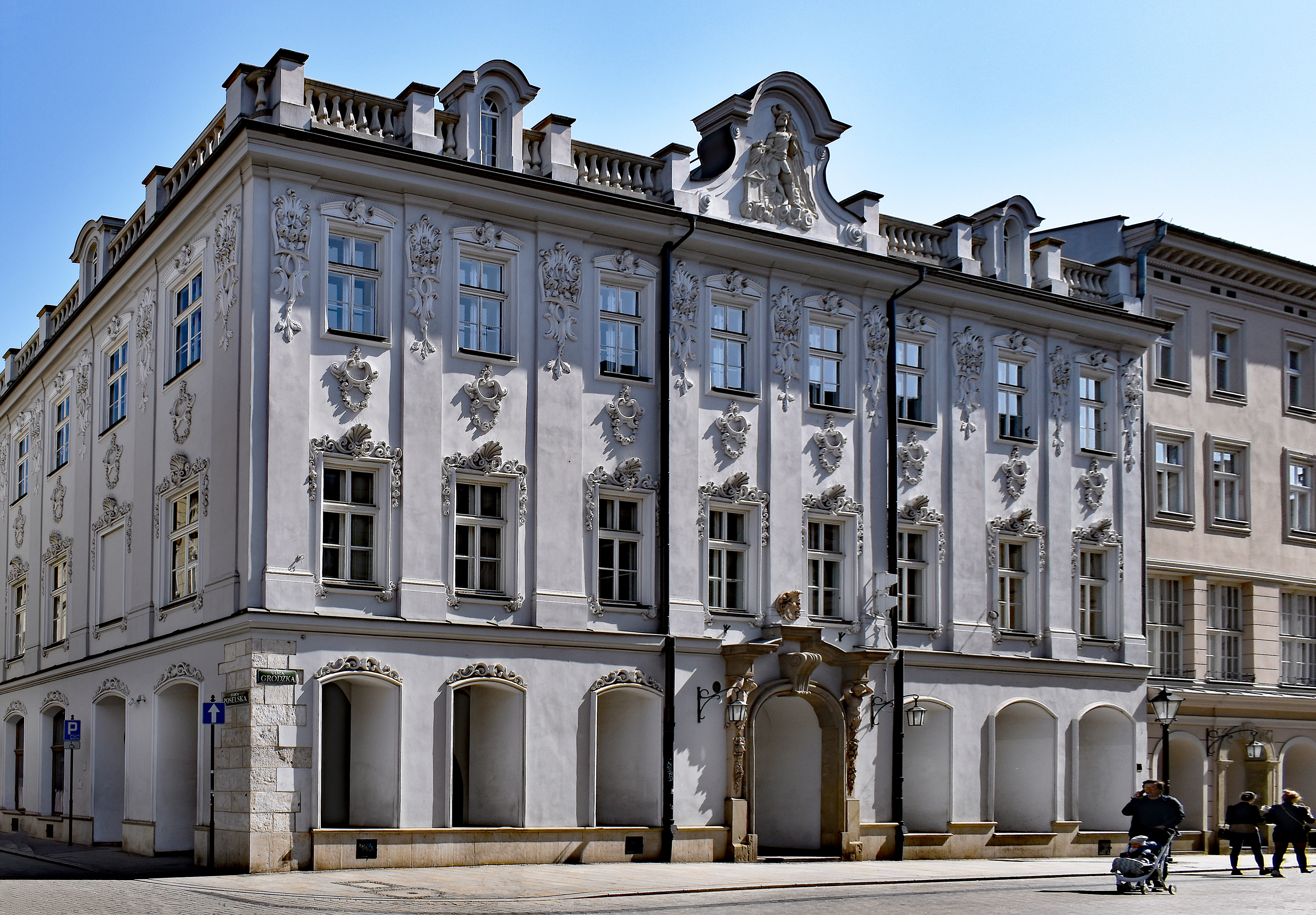
ul. Grodzka 40 Pałac Stadnickich
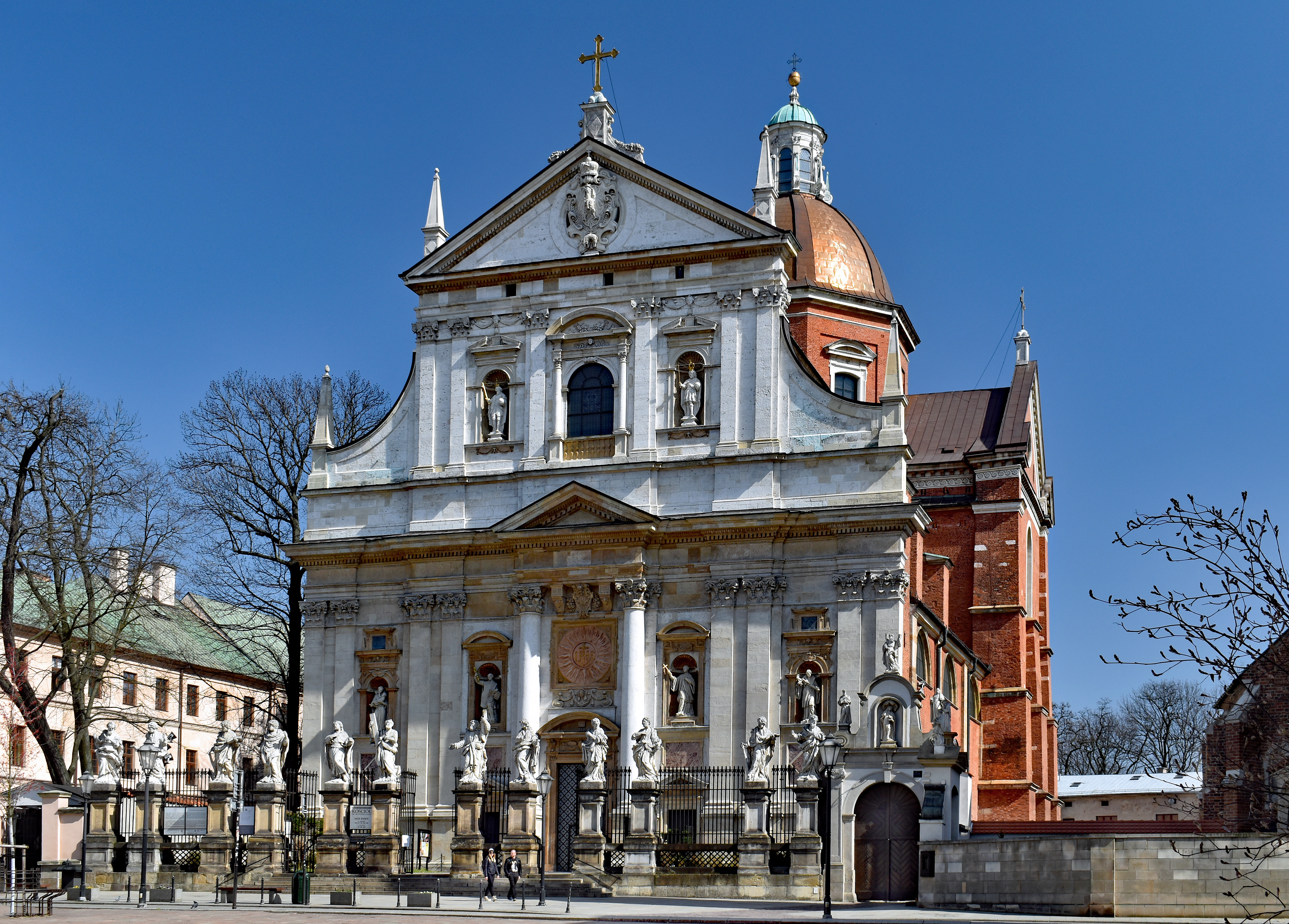
ul. Grodzka 52a Kościół Świętych Apostołów Piotra i Pawła
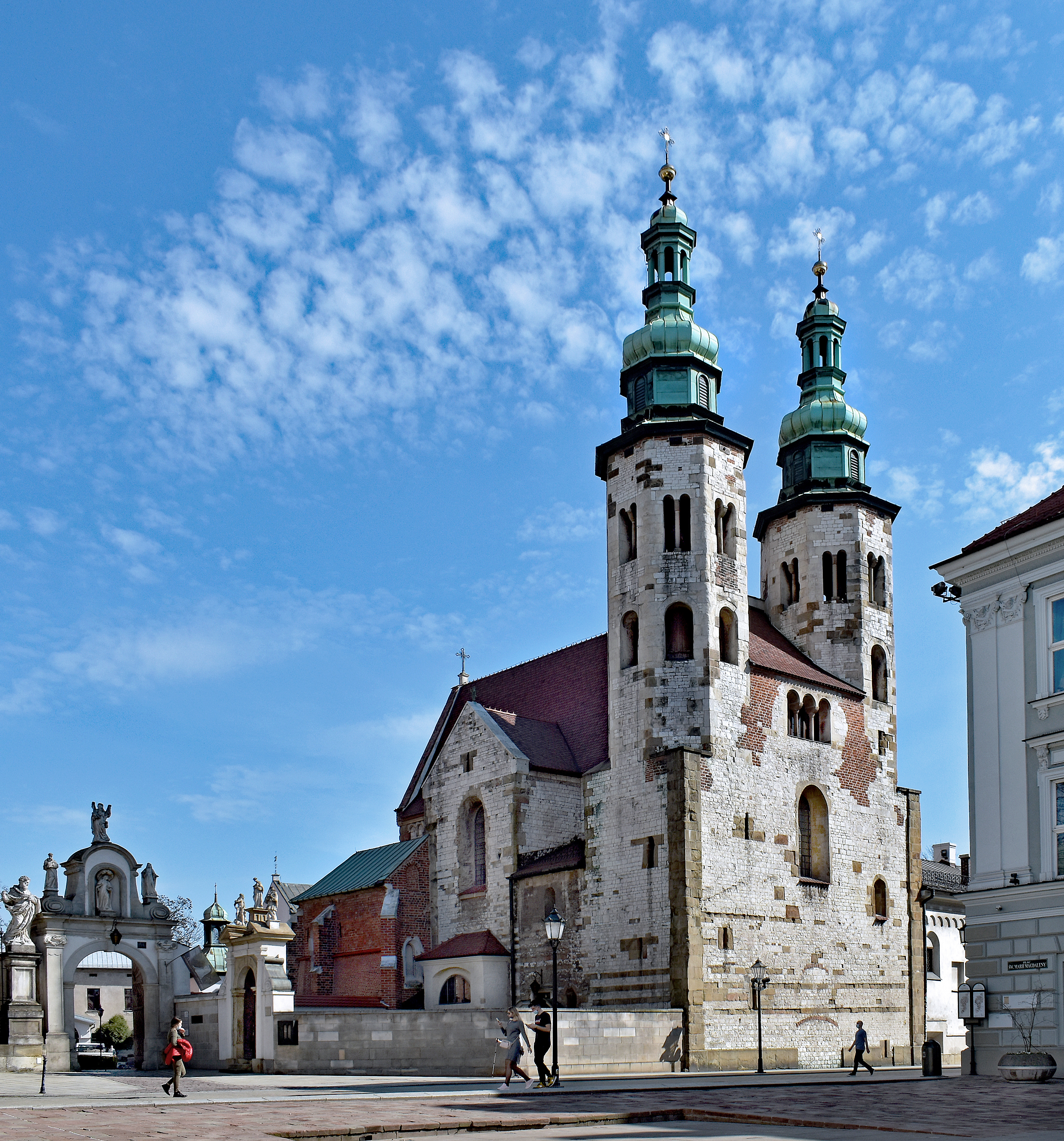
ul. Grodzka 54 Kościół św. Andrzeja i klasztor ss. klarysek
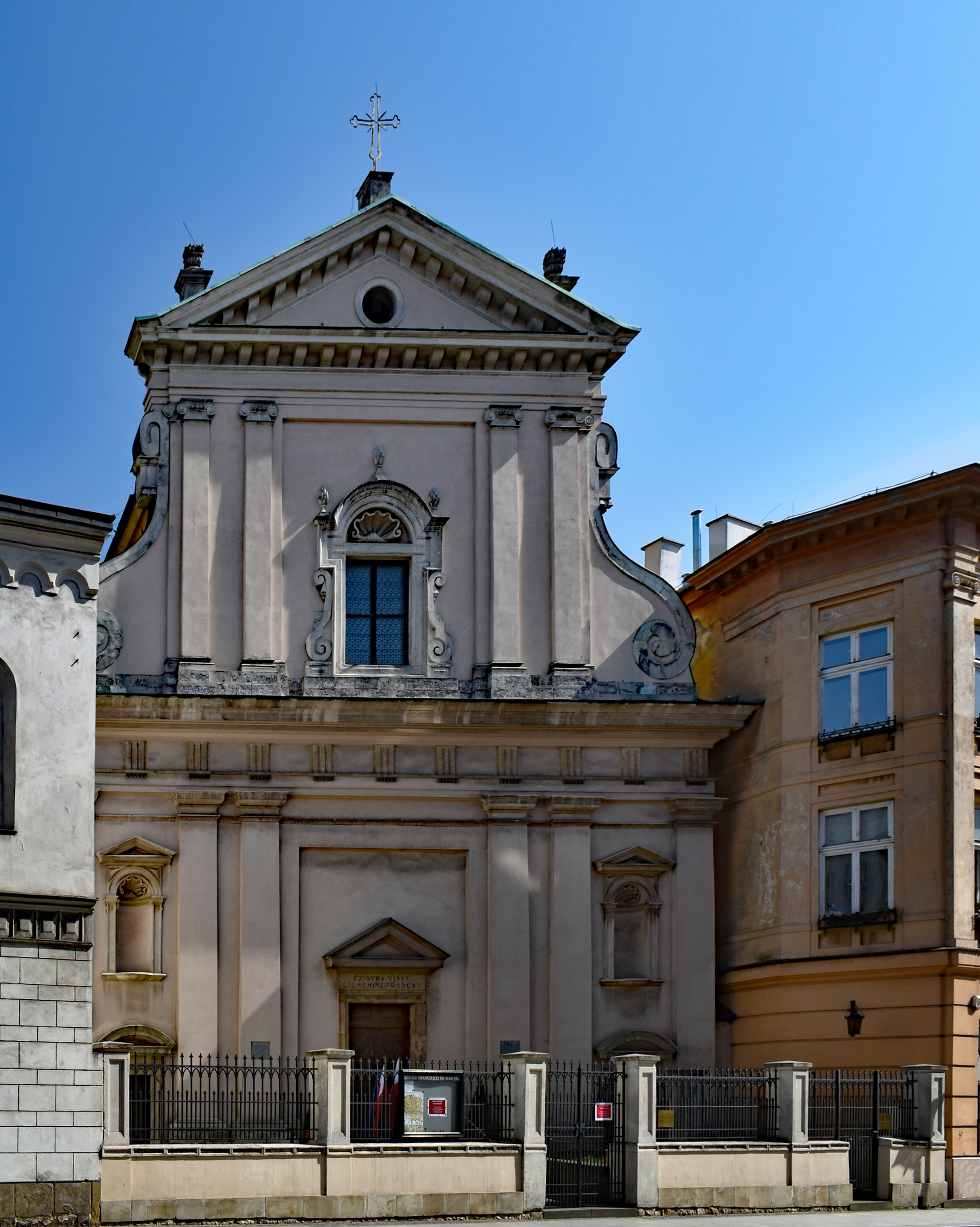
ul. Grodzka 56 Kościół ewangelicki św. Marcina
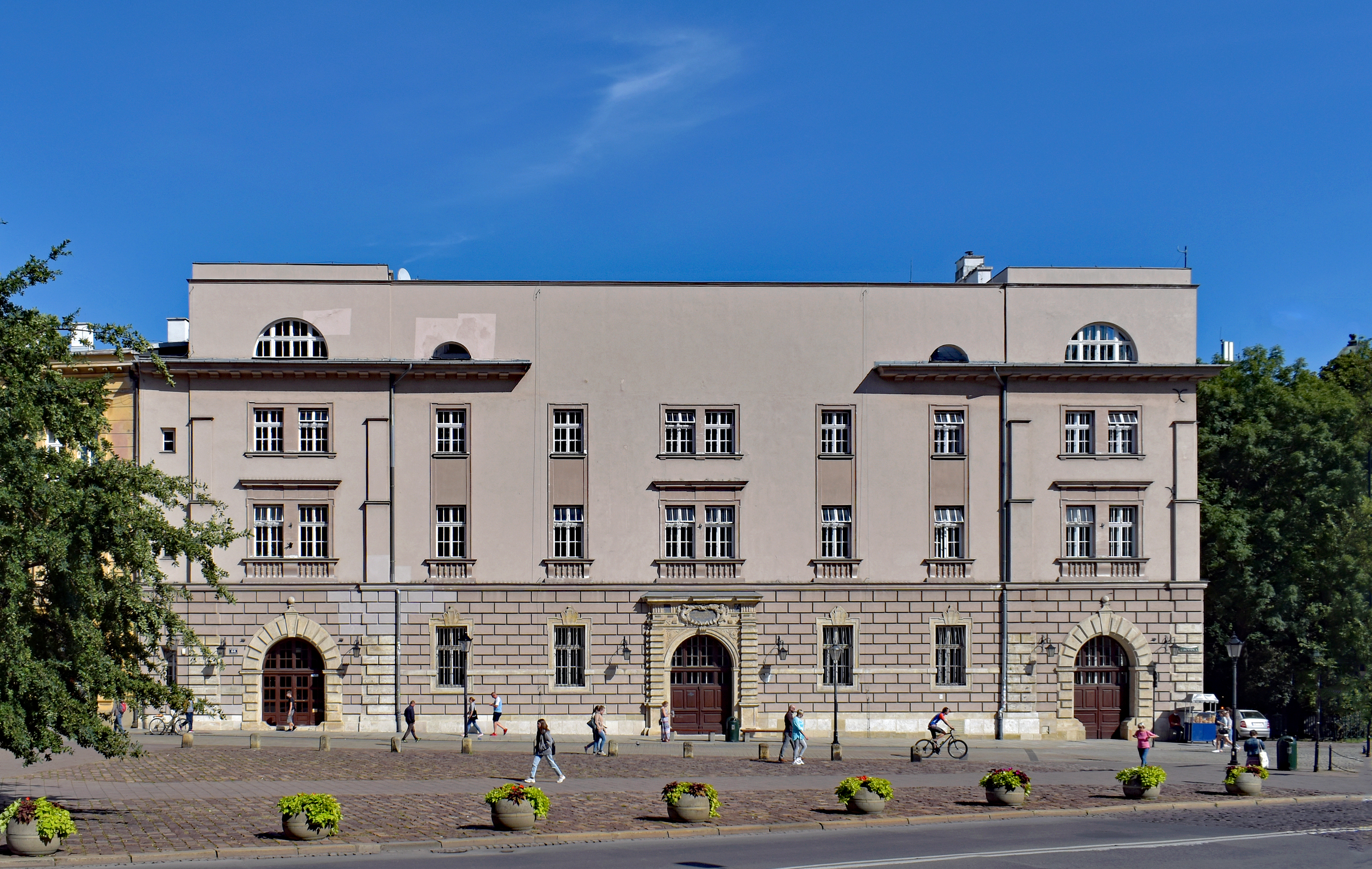
ul. Grodzka 64 dawny Arsenał Królewski
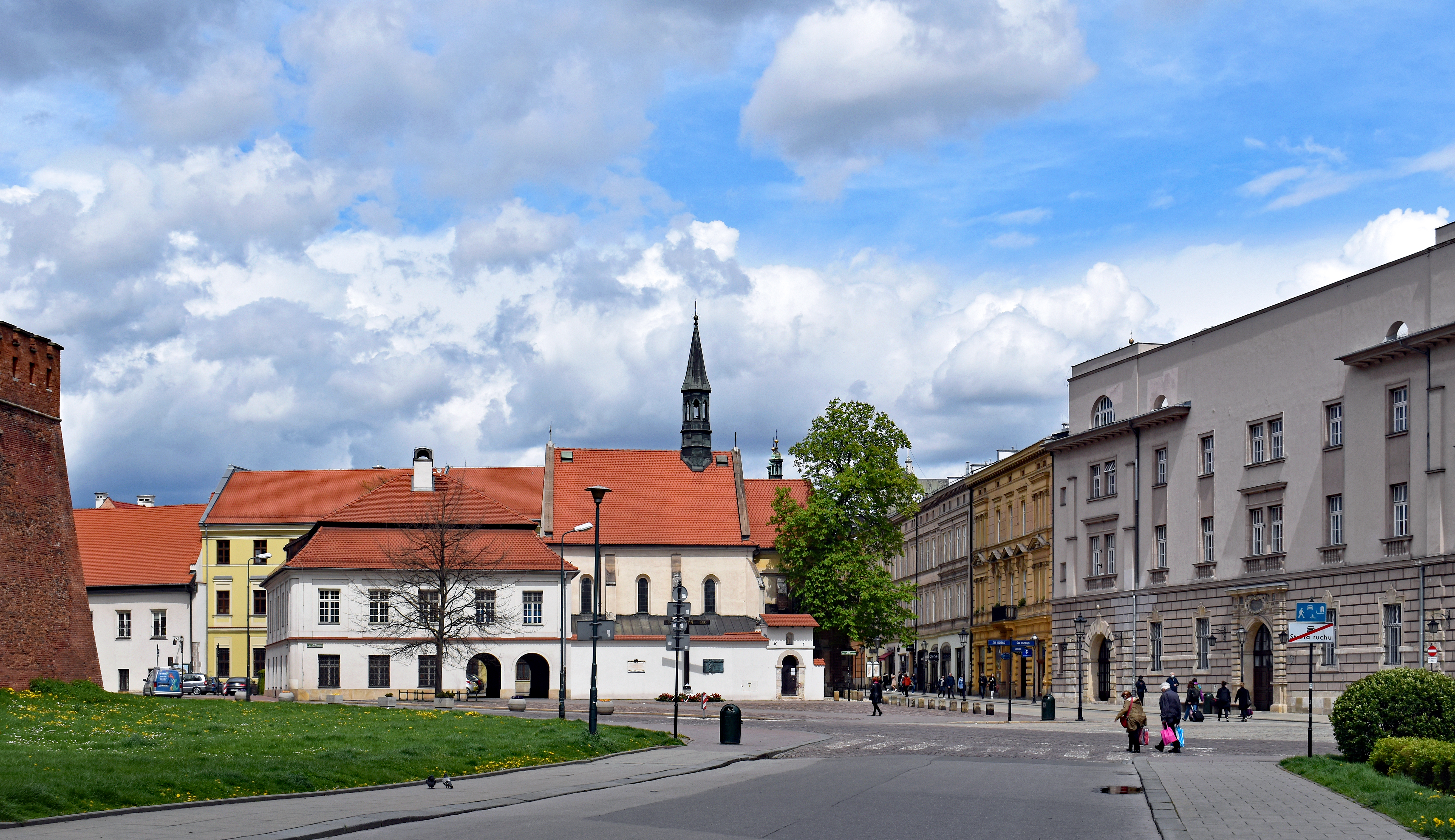
ul. Grodzka 67 Kościół św. Idziego
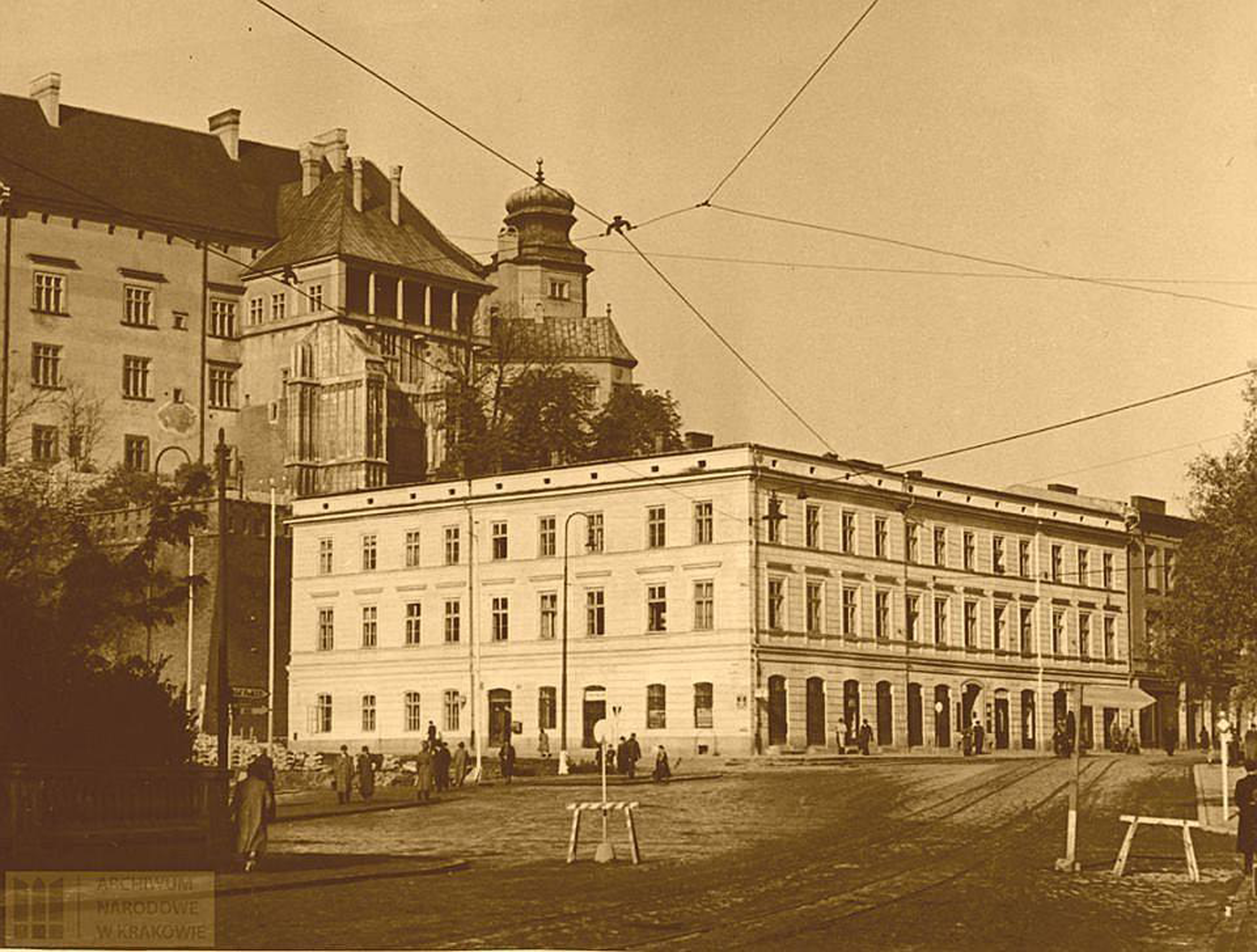
ul. Grodzka 71 Nieistniejąca obecnie kamienica Dębno (przed 1940)